# Tarzanide
Un tarzanide è un personaggio dei fumetti ispirato a Tarzan. Il termine fu coniato dal critico francese Francis Lacassin. Il tipo femminile di questo personaggio è noto come jungle girl ("ragazza della giungla") e talvolta chiamato in italiano tarzanella. Un tarzanide assomiglia a Tarzan per l'intraprendenza fisica, la vita avventurosa condotta nella giungla, il dono di capire e farsi capire dagli animali, il contatto con civiltà perdute, il coraggio combinato con la capacità di dominare e proteggere la natura. La comparsa di questo tipo di personaggio avvenne sulla scia del successo che Tarzan aveva raggiunto fin dalla sua comparsa nella letteratura, nel 1912, e che culminò con la sua pubblicazione nelle strisce a fumetti dei quotidiani nel 1928, aprendo la strada a un genere che combina il richiamo di un ambiente sconosciuto ed esotico, la necessità delle caratteristiche archetipiche del protagonista e un accesso popolare. Il filone, che ebbe grande popolarità negli anni trenta e quaranta, iniziò a entrare in crisi negli Stati Uniti alla metà degli anni cinquanta, per esaurirsi verso la fine degli anni settanta.
I tarzanidi seguono le medesime linee d'azione di Tarzan, ma tra essi vi sono diversi eroi, uomini o donne, adattati ad avventure ambientate in un insieme di elementi che compongono lo stereotipo della giungla nell'immaginario popolare, comprendendo, oltre alle giungle africane, la foresta amazzonica e anche regioni polari sconosciute.

## Etimologia e caratteristiche

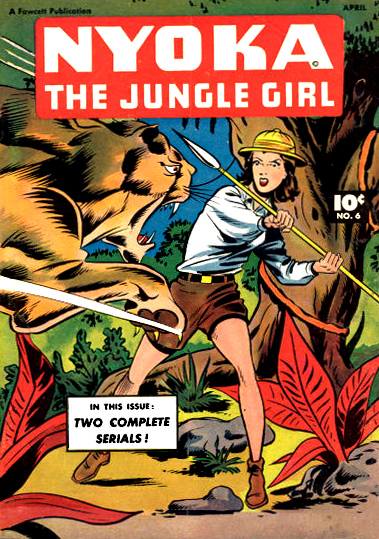
Nyoka the Jungle Girl n. 6, Fawcett Comics, 1946.

Il termine "tarzanide" venne coniato dal critico letterario francese Francis Lacassin, autore di tre libri sull'uomo scimmia: Tarzan: mythe triomphant, mythe humilié (1963), "Tarzan" ou le Chevalier crispé (1971) e La Legendé de Tarzan (2000). Proprio come Tarzan, un tarzanide è generalmente considerato "il re della foresta" o "il re della giungla". Può parlare con gli animali e persino comandarli, è rispettato dalla maggior parte delle tribù locali e scopre spesso civiltà perdute. Come Tarzan, l'eroe veste un succinto costume ricavato da pelli animali ed è scalzo. Spesso è un orfano che è stato allevato dagli animali o dai nativi, acquisendo superiori doti di sopravvivenza nell'ambiente selvaggio.
Le versioni femminili di Tarzan, in genere caratterizzate da fisico e abbigliamento molto provocanti per la loro epoca, sono state soprannominate jungle girls, "ragazze della giungla" (a volte anche "donne della giungla" o Tarzanas e in italiano, talvolta, "tarzanelle"). Non mancano infine i "ragazzi della giungla" (jungle boys), rivolti in genere a un pubblico di lettori più giovane.
Mentre i termini "tarzanide" e "tarzanidi" sono adottati per i personaggi nati nelle pubblicazioni del fumetto franco-belga e italiano, nelle pubblicazioni statunitensi il termine ampiamente utilizzato è tarzanesque ("tarzanesco"). Secondo il dizionario online The Free Dictionary, "tarzan" è un termine usato per deridere gli uomini forti e agili. In portoghese è usato anche "tarzânico".
Le storie dei tarzanidi - cosa particolarmente evidente nei primi esempi - riflettevano gli stereotipi della loro epoca in fatto di sessismo, razzismo e colonialismo. Quasi sempre l'eroe protagonista, malgrado l'ambientazione esotica, è un uomo bianco caucasico, mentre i nativi - bellicosi o pacifici - appaiono comunque "inferiori" all'eroe bianco, che li supera persino come capacità di sopravvivenza. Le eroine della giungla, poco presenti nella letteratura popolare, furono invece comuni nei fumetti esibendosi in vestiti succinti, spesso come semplici figure femminili di contorno e nella parte di fanciulle in pericolo, ma talvolta divenendo le vere protagoniste.

## Storia

### Primordi

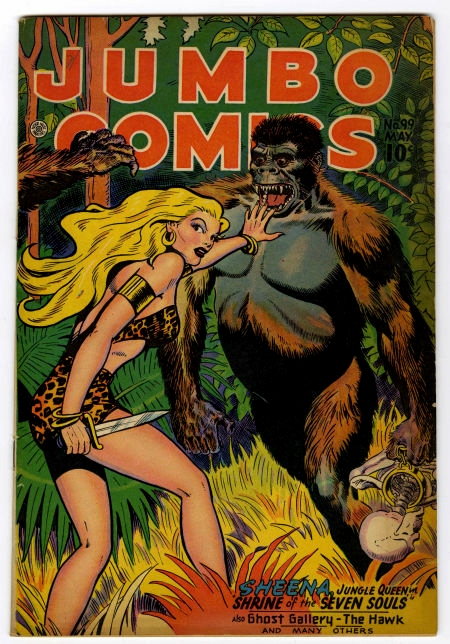
Anche se Sheena (sopra in Jumbo Comics n.99 del 1947) non è stata la prima "ragazza della giungla", era caratterizzata graficamente da un bikini di pelliccia di leopardo, una caratteristica del tutto senza precedenti che sarebbe stata replicata dalle eroine successive.

Il successo delle strisce a fumetti di Tarzan, apparse nel 1928 su disegni di Hal Foster, stimolò negli anni trenta la creazione di diversi "re" e "ragazze della giungla". Alcune di queste manifestazioni furono indipendenti: nel 1931 lo scrittore Jerry Siegel - che sarebbe poi diventato uno degli ideatori di Superman ma a quel tempo era ancora a scuola - ideò una parodia di Tarzan per il giornale dello studente The Torch della Glenville High School. Nel 1933 il filippino Francisco Reyes (disegnatore) e Pedrito Reyes (autore dei testi) idearono una prima copia di Tarzan, Kulafu, considerata una delle primissime strisce a fumetti delle Filippine. Nel 1934 Alex Raymond ideò le strisce di Flash Gordon e Jim della giungla (Jungle Jim) per competere, rispettivamente, con Buck Rogers e Tarzan. Jim, tuttavia, non era un "re della giungla", ma un cacciatore protagonista di avventure nelle giungle asiatiche. All'inizio della serie c'era il personaggio Zobi, il ragazzo della giungla.
Ancora prima che nei fumetti, Tarzan trovò imitatori nelle riviste pulp. Nel 1935 William L. Chester lanciò il personaggio di Kioga, Hawk of the Wilderness ("Kioga, falco della selva"), protagonista di una serie di quattro romanzi pubblicati a puntate su pulp; il personaggio vive le sue avventure nello Stretto di Bering; nel 1938 Kioga fu protagonista del serial cinematografico Hawk of the Wilderness, impersonato da Herman Brix, che aveva anche interpretato Tarzan in un serial lanciato nel 1935.
Nel 1936 nasceva l'Uomo mascherato (The Phantom), più noto come progenitore dei supereroi in calzamaglia che come tarzanide, benché in realtà condivida numerose caratteristiche con questo genere di personaggi, dal vivere isolato in una zona selvaggia (inizialmente collocata in Asia, approssimativamente vicino all'India o nell'Indonesia, dopo gli anni sessanta spostata in Africa) con una tribù di indigeni al suo servizio, all'essere un protettore della giungla, all'amicizia con gli animali selvatici.

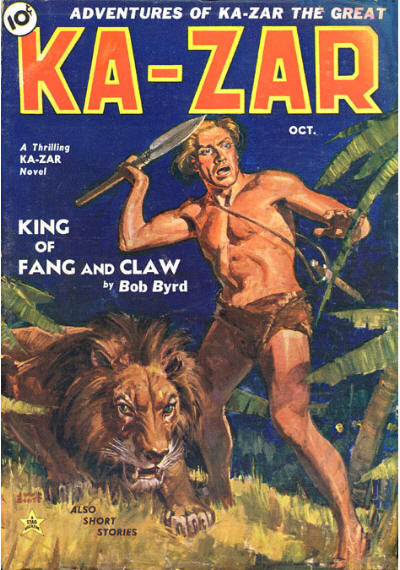
La prima versione di Ka-Zar, del 1936.

La Manvis Publishing Company di Charles Goodman pubblicò nel 1936 il primo numero della rivista pulp Ka-Zar, con protagonista il personaggio del titolo, un giovane di nome David Rand che vive nel Congo Belga accanto al leone Zar. Il personaggio venne ripreso nei fumetti su Marvel Comics n. 1 dell'ottobre 1939 dalla Timely Comics (oggi Marvel Comics), prima pubblicazione del suo genere da parte dell'editore, per i disegni di Ben Thompson; la prima storia era l'adattamento a fumetti del racconto King of Claw and Fang di Bob Byrd, pubblicato originariamente nella rivista pulp. Oltre che nel Congo belga, Ka-Zar vive avventure in Somaliland (una regione nel nord della Somalia), Etiopia, Kenya, Gran Bretagna e Stati Uniti, affrontando i più vari cattivi: cacciatori, contrabbandieri, fascisti, nazisti e altri ancora. Nel 1941 l'eroe ha partecipato a una storia dell'androide Torcia Umana originale; Ka-Zar fu pubblicato dall'editore fino al 1942, ma il personaggio, seppure ampiamente rivisto, verrà ripreso dalla Marvel a metà degli anni sessanta.
Due anni prima dei fumetti di Ka-Zar, nel 1937, Will Eisner e Jerry Iger idearono Sheena, la regina della giungla, una delle più famose "ragazze della giungla". Sheena introduceva caratteristiche inedite: lunga chioma bionda e fisico da pin-up, fu la prima "jungle girl" a indossare un audacissimo (per l'epoca) bikini di pelle di leopardo, che ben presto sarebbe diventato un cliché, e fu anche la prima eroina a guadagnare una propria rivista, pubblicata dalla Fiction House tra il 1942 e il 1953.

Alle matite e ai pennelli di Sheena si succedettero nel tempo numerosi importanti artisti del fumetto, tra cui Bob Powell (approdato poi alla Marvel) e Matt Baker, che diede vita anche ad altre affascinanti eroine (Sky Girl e Phantom Lady) durante la Golden Age del fumetto americano negli anni quaranta. Sheena venne pubblicata ininterrottamente nei fumetti fino al 1953, quando risentì della crisi del settore e dell'inasprimento della censura (la Comics Code Authority nacque nel 1954). L'affascinante eroina, sogno proibito di tanti giovani maschi americani per quasi un ventennio, ispirò in ogni caso un gran numero di imitatrici e fece in seguito temporanee apparizioni (anche nella televisione e nel cinema) fino agli anni duemila.
Pur essendo stata certamente tra i più popolari personaggi del genere, Sheena non era stata la prima a introdurre l'archetipo: già nel 1904 era infatti apparsa Rima, un personaggio del romanzo Green Mansions: A Romance of the Tropical Forest scritto da W. H. Hudson otto anni prima del Tarzan vero e proprio. Rima riuscì ad avere una versione a fumetti nel 1952, per Classics Illustrated n.90, adattata da Alex Blum e una propria breve serie nel 1974-1975 per la DC Comics, apparendo anche in tre episodi della serie animata I Superamici tra il 1977 e il 1980.

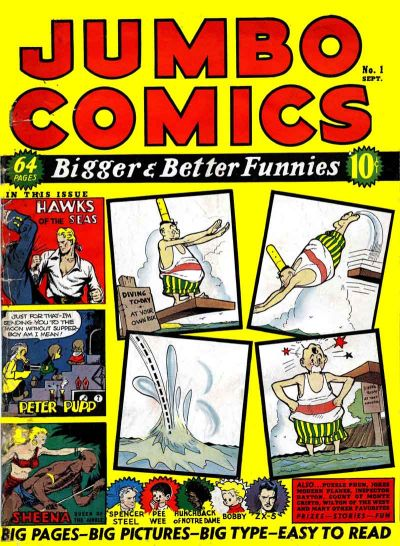
Jumbo Comics, n. 1, settembre 1938, una rivista di fumetti di vari generi in cui era pubblicata anche Sheena.
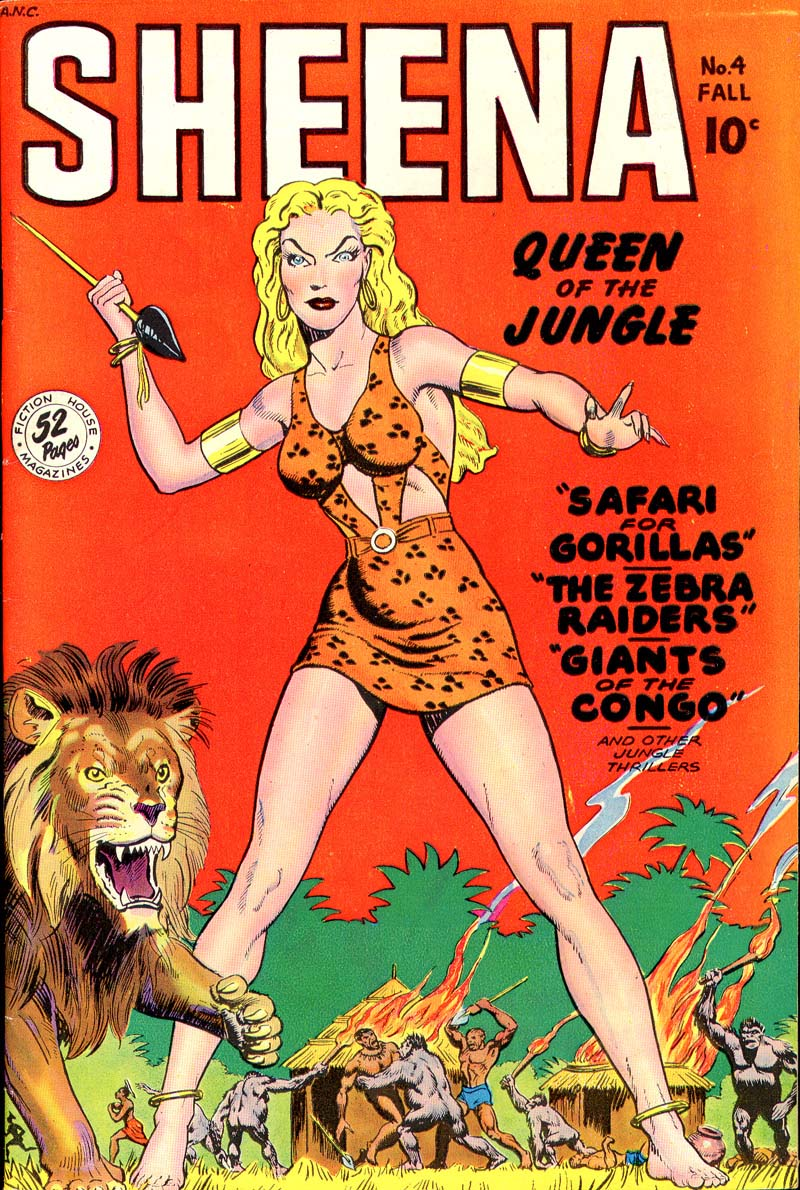
Sheena Queen of the Jungle, n. 4, autunno 1942.

### Anni quaranta
Con Sheena, le eroine femminili dei fumetti della giungla riscuotono tanto successo che persino a Tarzan, nel 1940, viene affiancata per breve tempo una comprimaria, seppure con un ruolo quasi autonomo: Zeela (ideata da Tex Maxon), che però scompare senza spiegazioni nel giro di qualche mese.

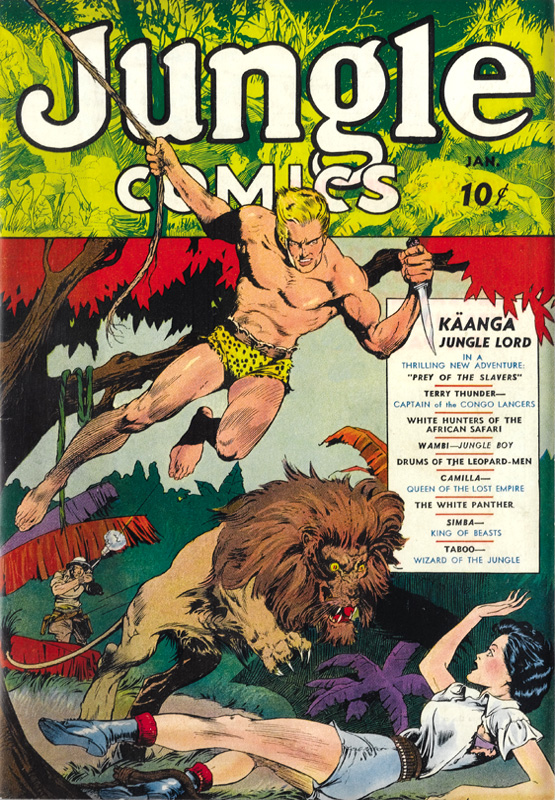
Kaänga in Jungle Comics, n. 1, gennaio 1940.

Nel 1940, due anni dopo la nascita di Sheena, col primo numero della rivista Jungle Comics edita della Fiction House nacquero tre diversi tarzanidi destinati a popolarne le pagine per oltre un decennio: Kaänga, Camilla e Wambi. Kaänga, Lord of the Jungle, il più popolare dei tre, era un clone quasi perfetto dell'Uomo scimmia, a parte i capelli biondi; disegnato da Alex Blum e da altri artisti, ebbe un albo proprio dal 1949 e venne pubblicato fino al 1954, per ricomparire alcuni anni dopo in ristampe non autorizzate della IW Enterprises; fu edito anche in Brasile da EBAL (editore che pubblicava Tarzan e Sheena) col nome di Kionga. Camilla, Queen of the Lost Empire era inizialmente presentata come una misteriosa "regina dell'impero perduto" (o "della città perduta"), proprio come Ayesha, la "donna eterna" del romanzo Lei (She) di H. Rider Haggard; Camilla era anche dotata, nella sua prima versione, di un esercito di zebre, iniziando solo in seguito a intraprendere avventure nella giungla come Sheena. I disegni eleganti di questa eroina erano opera durante la guerra della disegnatrice Fran Hopper, poi passarono a Matt Baker; Camilla fu pubblicata fino alla chiusura della rivista nel 1954.Wambi the Jungle Boy, il "ragazzo della giungla" per i disegni di Henry Kiefer, godette a sua volta di un certo successo fino al 1953, anno in cui ebbe la sua ultima avventura.

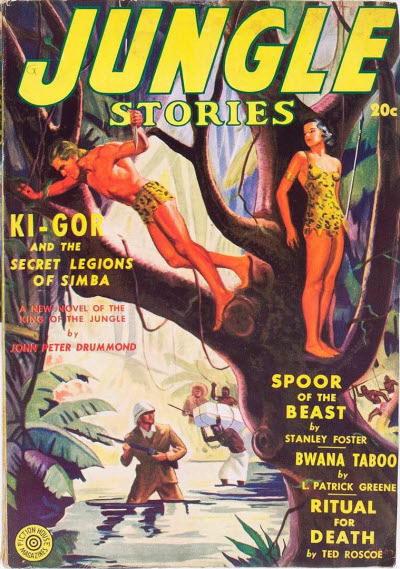
Jungle Stories, n. 1, 1939.

Le copertine di Jungle Comics e le prime pagine erano monopolizzate da Kaänga, mentre Camilla e Wambi erano strettamente personaggi da pagine interne, come pure Tabu, the Wizard of the Jungle di Fletcher Hanks, un eroe della giungla dotato di superpoteri. Un anno prima di Jungle Comics, agli inizi del 1939, la stessa casa editrice aveva lanciato la rivista pulp (non a fumetti) Jungle Stories, con racconti della giungla e fantastico-fantascientifici, di alcuni dei quali il protagonista era Ki-Gor, un altro clone di Tarzan, forse quello di maggiore successo dell'epoca dei pulp.
Nyoka the Jungle Girl è un personaggio originariamente ideato per il grande schermo nel 1941, nel serial cinematografico La figlia della jungla (Jungle Girl). Benché il personaggio di Nyoka sia stato frequentemente attribuito a Edgar Rice Burroughs, dato che il serial era ufficialmente basato su una sua storia, in realtà non è presente un personaggio di nome Nyoka (o un personaggio analogo) nel romanzo di Burroughs del 1932. Dopo il primo film, il personaggio della bella esploratrice venne ripreso nel 1942 nei fumetti dalla Fawcett Comics per il n.1 di Jungle Girl (realizzata da Al Jetter), per godere di un certo successo solo dal 1946. Nyoka, differentemente dalle altre "tarzanas", veste all'occidentale, anche se gli abiti tendono ad accorciarsi e la si vede spesso in situazioni sadico-orrorifiche. Apparve in modo irregolare fino al 1953, quando cessarono le pubblicazioni della Fawcett, per venire ripresa da Charlton (dal 1955 al 1957) e da AC Comics negli anni ottanta e novanta. Fu anche pubblicata in Brasile negli anni quaranta e cinquanta.
Visti i successi di Jungle Comics e di Jumbo Comics, nel 1944 la Fiction House immette sul mercato Tiger Girl (su disegni di Robert Webb), una "ragazza della giungla" indiana (figlia di un raja indiano e di una principessa irlandese), un raro caso di eroina non occidentale, accompagnata da un'inseparabile tigre e da un servitore indù/sikh con turbante. Chiamata anche Principessa Vishnu, è dotata di frusta e, all'occorrenza, di una forza straordinaria donatale da un amuleto sacro, nonché di un carattere fiero e scontroso.
La prima "regina della giungla" proveniente dall'Europa appare in Francia nel 1946: è Durga Rani, reine des jungles ideata da Jean Sylvère e disegnata da René Pellos, pubblicata fino al 1950. Altri due tarzanidi francesi della seconda metà degli anni quaranta furono Roag (armato di pugnale e pistola, pubblicato per breve tempo sul mensile Les Voix francaises di Nizza) e Loana, una fanciulla dalle misteriose origini, che combatte nella giungla contro un tirannico colonnello giapponese non rassegnato alla sconfitta bellica. Loana, pubblicata sul settimanale Aventures, fu edita anche in Italia nel 1952.
In America, sempre nel 1946, esordisce Antelope Boy, il primo tarzanide della National Comics (poi DC Comics) a comparire su Adventure Comics, per i testi di Don Cameron e i disegni di Mort Meskin (con un successivo contributo di Joe Kubert). Il "ragazzo antilope", cresciuto in Africa, corre con una velocità sovrumana (oltre 60 miglia orarie) e viene pertanto condotto negli Stati Uniti. Princess Pantha - domatrice di un circo giunta in Africa alla ricerca di un gorilla leggendario e qui rimasta - viene pubblicata dal 1946 al 1949 da Nedor Comics, venendo poi resuscitata due volte, la prima da AC Comics negli anni novanta e la seconda da Alan Moore per il suo spin-off di Tom Strong Terra Obscura (2003).

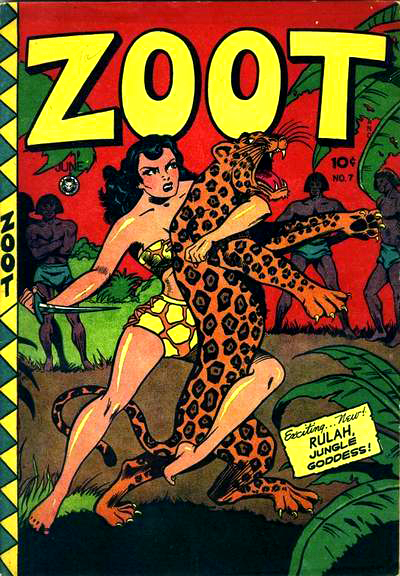
Copertina di Zoot, n. 7 (giugno 1947), la prima apparizione di Rulah, Jungle Goddess.

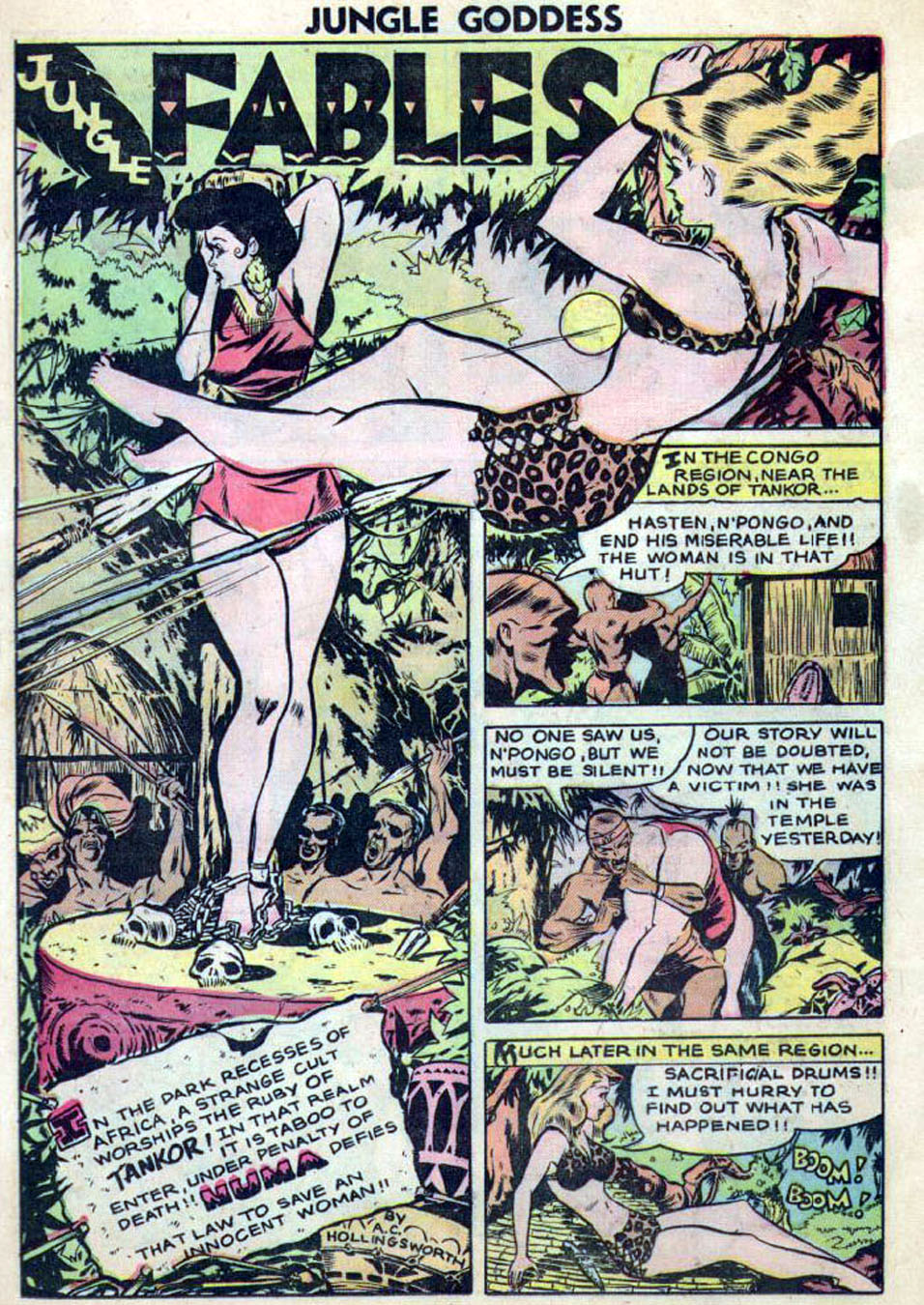
Una tavola di Rulah, n. 18, settembre 1948. L'esibizione del corpo femminile era estremamente audace per l'epoca.

Rulah, Jungle Goddess appare nel 1947. È un'avvenente aviatrice americana, che dopo lo schianto del suo velivolo nella foresta rimane con solo pochi vestiti a brandelli, che sostituisce con un provocante bikini di giraffa. Dopo essere riuscita a superare una serie di prove presso una tribù locale, la giovane viene riconosciuta come una "dea della giungla". Le sue vignette "contribuirono non poco alla sospensione delle pubblicazioni delle altre tarzanelle, decisa qualche anno più tardi dalla censura, in quanto abbondano di supplizi sadici e di violenze sado-masochistiche, operate sempre da crudeli nevrotici sessualmente inibiti." La serie, disegnata da Matt Baker (ma a cui lavorarono anche Jack Kamen e Graham Ingels), fu pubblicata su diverse testate prima di avere una propria serie, conclusasi nel 1949; in seguito riapparve in ristampe non autorizzate, poi in volume per la AC Comics negli anni novanta e in un'ultima storia originale del 2004. In Italia fu pubblicata, per breve tempo, a partire dal 1947.
Gli anni quaranta e cinquanta videro negli Stati Uniti la nascita di molte jungle girls ma - a parte Sheena e Tiger Girl - solo Rulah riuscì a essere pubblicata per due interi anni, mentre quasi tutte le altre arrivavano a stento alla seconda uscita.
Nel 1948 in Italia fece il suo esordio un personaggio ispirato a Sheena, Pantera Bionda, ideata da Gian Giacomo Dalmasso (testi) ed Enzo Magni (disegni, con lo pseudonimo di Ingam). La bionda eroina dal prorompente fisico è accompagnata nelle sue avventure nelle foreste del Borneo dal fidanzato/esploratore Ted, dalla scimmia Tao e da Fiore di Loto, un'anziana cinese che l'ha allevata. Pantera Bionda è stata la prima vera eroina dei fumetti italiani e il primo fumetto italiano a puntare scopertamente sul sesso, precorrendo quella che sarebbe stata l'evoluzione del fumetto degli anni sessanta. La serie, dato il notevole successo di vendite (circa 100 000 copie a numero), da quindicinale si convertì ben presto in settimanale, venendo pubblicata fino al 1950, subendo tuttavia varie censure, dato che il carattere indipendente dell'eroina e il suo costume succinto facevano scandalo nella società italiana dell'epoca. Dalmasso in seguito ideò tra i suoi numerosi personaggi un'altra tarzanide, Naja (1951).
Un tarzanide italiano che precede di qualche anno Pantera Bionda è Yorga, il dominatore della giungla, su testi di Gian Luigi Bonelli e disegni di Antonio Canale, pubblicato inizialmente sul settimanale Il Cow Boy nel 1945, per essere ripreso da altri editori nel 1946 fino a chiudere nel 1950. Altro personaggio allevato dalle scimmie e che vive straordinarie avventure è Saturnino Farandola, tratto dal romanzo di Robida del 1878 e illustrato nei fumetti nel 1940 da Pier Lorenzo De Vita, in un primo momento su sceneggiatura di Federico Pedrocchi e poi di Guido Mellini.
Un personaggio esplicitamente ispirato all'Uomo scimmia, ma assai originale nell'ambientazione, è Roal, il Tarzan del mare, pubblicato in Italia nel 1947 e 1948 su testi di Roberto Renzi (futuro ideatore di Akim) e disegni dello studio di Andrea Da Passano (DaP). In questo fumetto la giungla è sostituita dal fondo del mare. Dopo avere subito una rischiosa operazione chirurgica, Roal è infatti capace di respirare sott'acqua e di comunicare con la fauna marina, utilizzando le sue abilità per combattere il crimine. Un altro personaggio italiano degli anni quaranta, stavolta in tono decisamente comico e parodistico, è stato L'onorevole Tarzan, di Benito Jacovitti, pubblicato per la prima volta nel periodico Il Vittorioso nel 1948.
Pubblicato tra il 1947 e il 1949, Jo-Jo, Congo King fu uno dei molti tarzanidi editi dalla Fox Feature Syndicate. Apparso nell'albo Jo-Jo, Congo King n.7 (luglio 1947), il nome del personaggio deriva da quello della serie di fumetti (e non il contrario). Come Tarzan, Jo-Jo veste un costume monopezzo, vive nella giungla e parla un inglese sgrammaticato (analogo alla versione di Tarzan impersonata da Johnny Weissmuller).
Zago, Jungle Prince fa il suo esordio nel 1948, venendo pubblicato fino all'anno successivo dalla Fox Feature Syndicate, con i nitidi disegni di Jim Landish. Il giovane "principe della giungla" è sempre accompagnato (anche nelle copertine) dalla fidanzata Wana, una seducente brunetta che richiama Sheena e che indossa un monokini di pelle di leopardo, che Zago deve sempre salvare dagli appetiti dei malvagi. Sempre nel 1948 appare Tygra, dotata di una carica di violenza e ferocia che non ha eguali nelle altre eroine della giungla. Nelle sue storie esotiche - disegnate da Ralph Mayo per la Better Publications Inc. - si mescolano elementi fantastici o fantascientifici (come un piccolo popolo che vive in sfere di cristallo volanti o degli androidi giganteschi).
Negli anni cinquanta due artisti che progettarono eroi tarzanidi della Fiction House lavorarono alla striscia di Tarzan: John Celardo, che illustrò le storie con Kaänga come protagonista, e Bob Lubbers, che illustrò storie di Camilla.
Nel 1949 l'attore Steve Reeves recita nel episodio pilota della serie televisiva Kimbar of the Jungle, ma il progetto non viene approvato.
In Brasile, l'haitiano André LeBlanc crea Morena Flor era una ragazza della giungla brasiliane pubblicata su sriscia a fumetti, fu pubblicata anche nel 1952 sulla rivista Capitão Atlas, un cacciatore simile a Jim della giungla creato da Péricles do Amaral come programma radiofonico, è stato adattato per i fumetti da Fernando Dias da Silva. LeBlanc era l'assistente di Sy Barry in un altro eroe della giungla: Uomo mascherato, creato da Lee Falk.

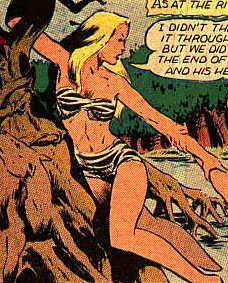
Camilla in una vignetta di Jungle Comics n.73, gennaio 1946
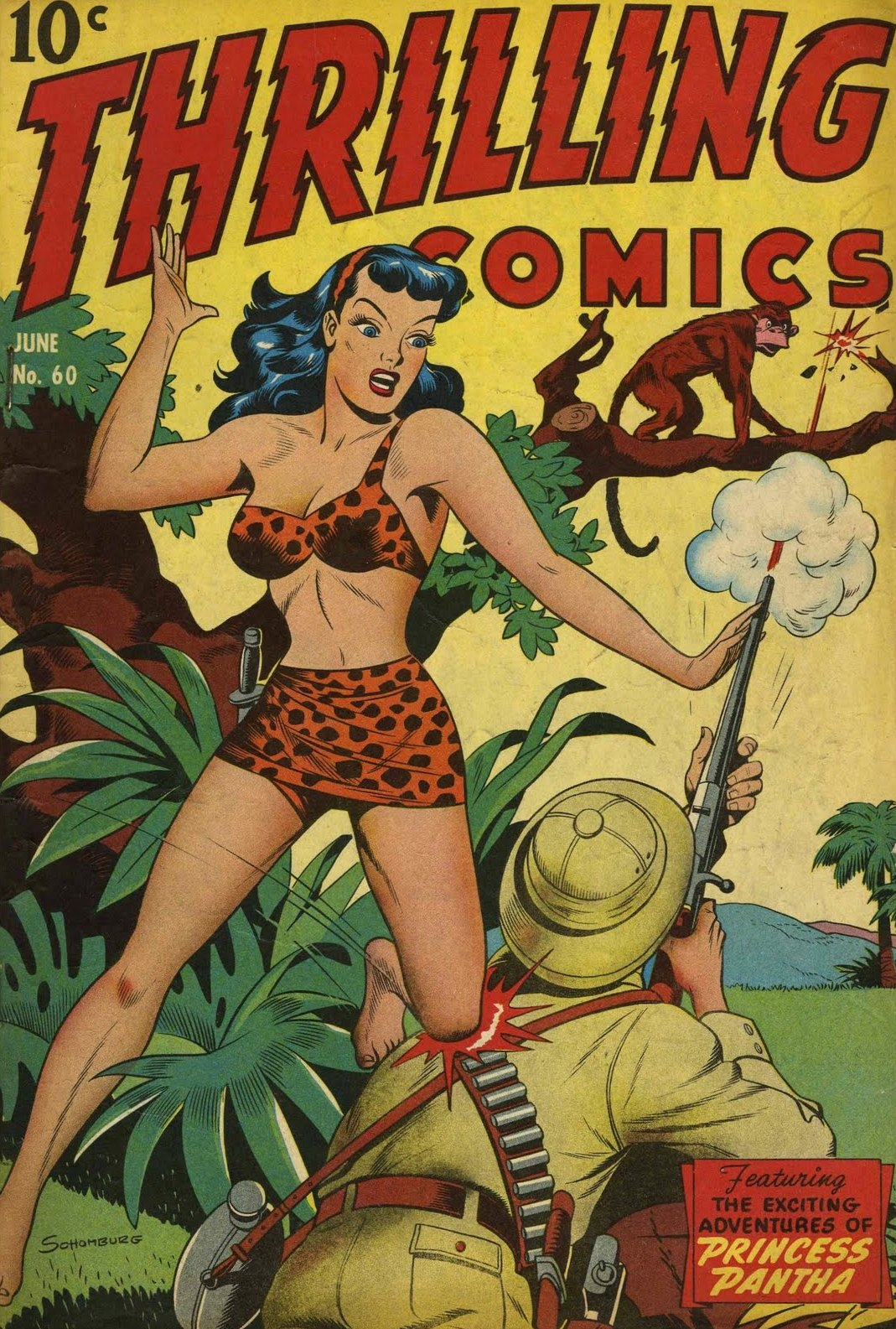
Princess Pantha nella copertina di Thrilling Comics n.60, giugno 1947
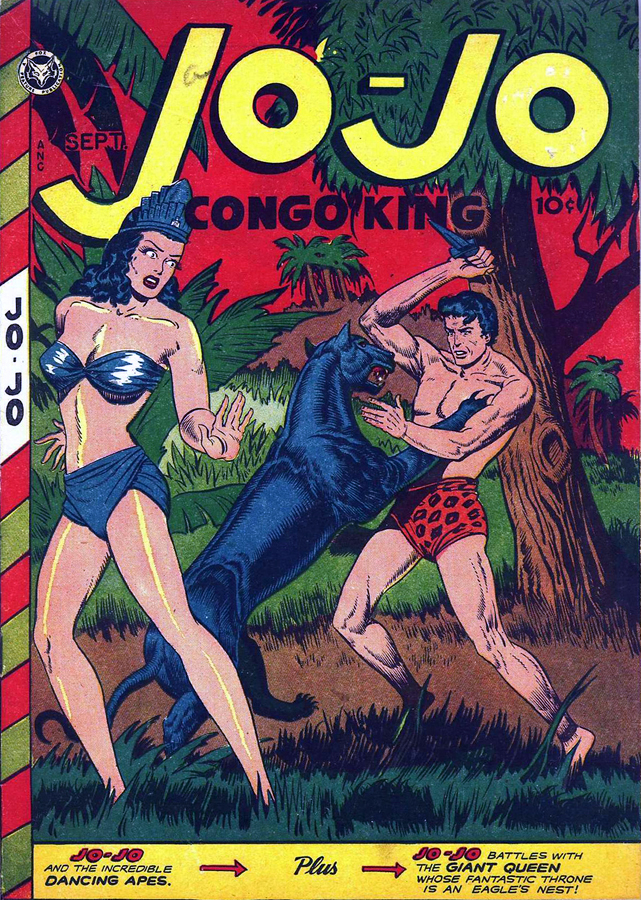
Copertina di Jo-Jo, Congo King n.7b (per errore uscirono due albi col numero 7), settembre 1947
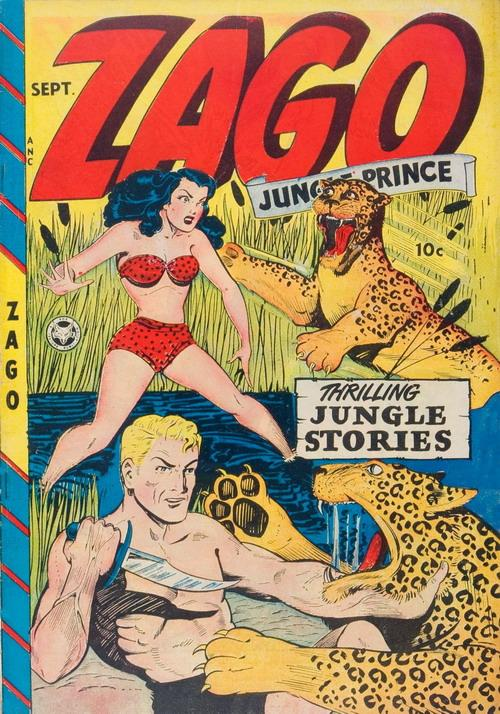
Copertina di Zago, Jungle Prince n.1, settembre 1948

### Tarzanidi neri
Nel 1947, turbato dalla rappresentazione delle persone di colore nei fumetti (soprattutto nelle storie di eroi ambientate in Africa), il giornalista afroamericano Orrin C. Evans elaborò la rivista All-Negro Comics, prodotta e diretta al pubblico nero (qualcosa di analogo al race movie degli anni dieci e anni cinquanta e cinema di blaxploitation degli anni settanta); nella rivista il fratello di Orrin, George J. Evans Jr., ideò l'eroe Lion Man, uno scienziato afroamericano al servizio delle Nazioni Unite, che quando viene inviato nella Costa d'Oro in Africa si trova di fronte una miniera di uranio; temendo che la miniera possa cadere nelle mani sbagliate si risolve di proteggerla, diventando una sorta di tarzanide nero; nonostante gli sforzi la rivista durò appena una uscita. Non fu questo il primo tentativo di un tarzanide nero: anche l'afroamericano Matt Baker ideò nel 1945 Voodah, per il terzo numero della rivista Crown Comics dell'editore Golfing/McCombs. Il personaggio non sarebbe rimasto nero per molto: sulla copertina della quinta uscita della rivista, Voodah appare come un caucasico (anche se ancora nero nelle pagine interne); nel numero successivo Voodah divenne bianco come pure nelle pagine interne.

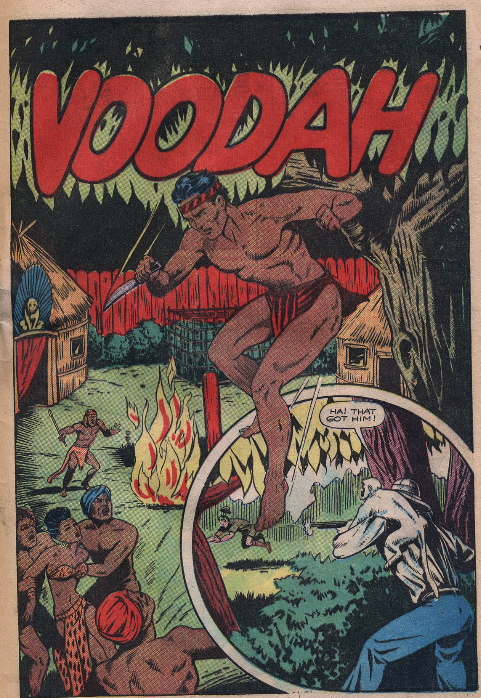
Crown Comics n. 3 (1945) - L'origine di Voodah
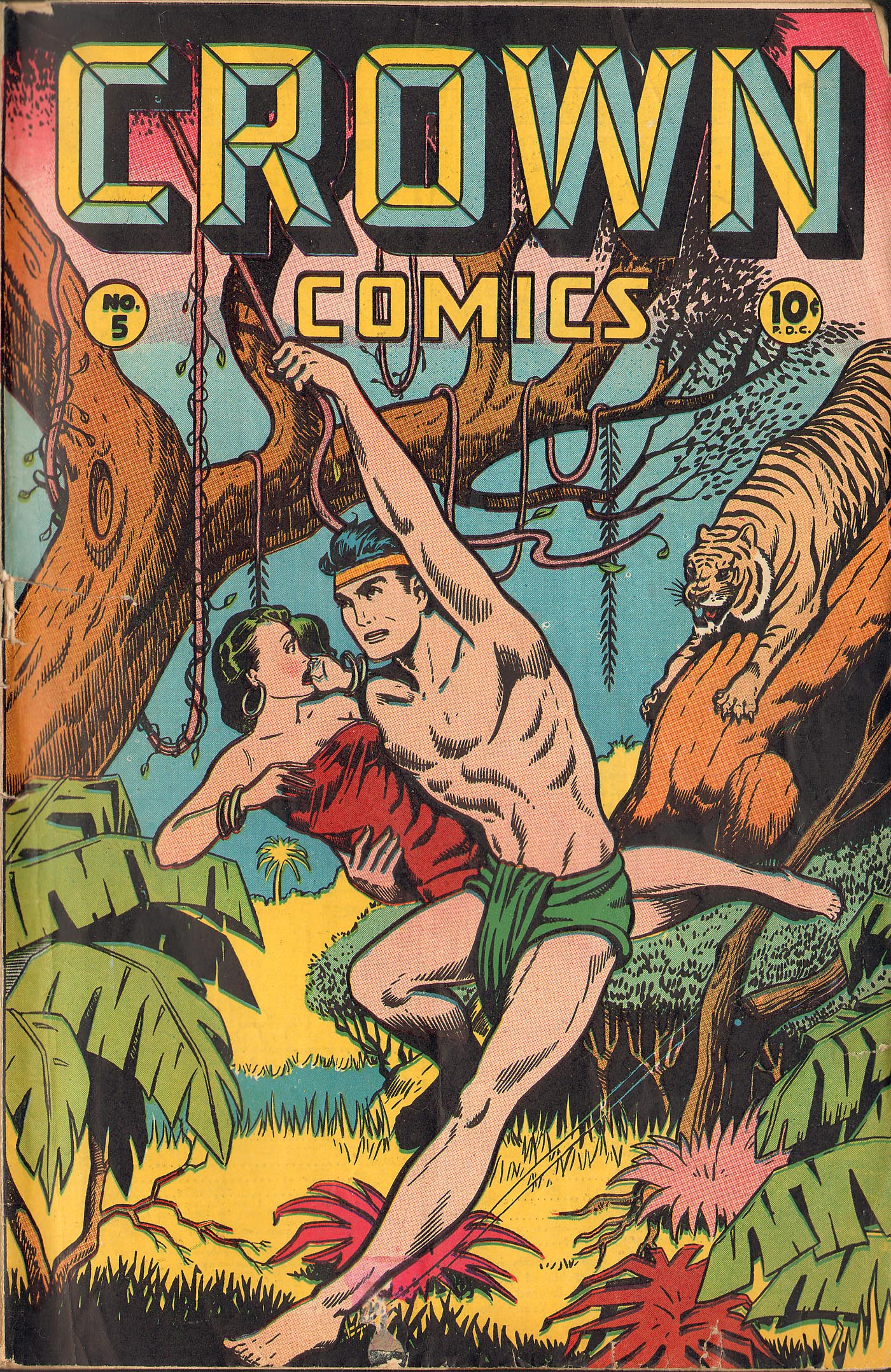
Copertina di Crown Comics n. 5 (1946), che mostra un Voodah divenuto bianco
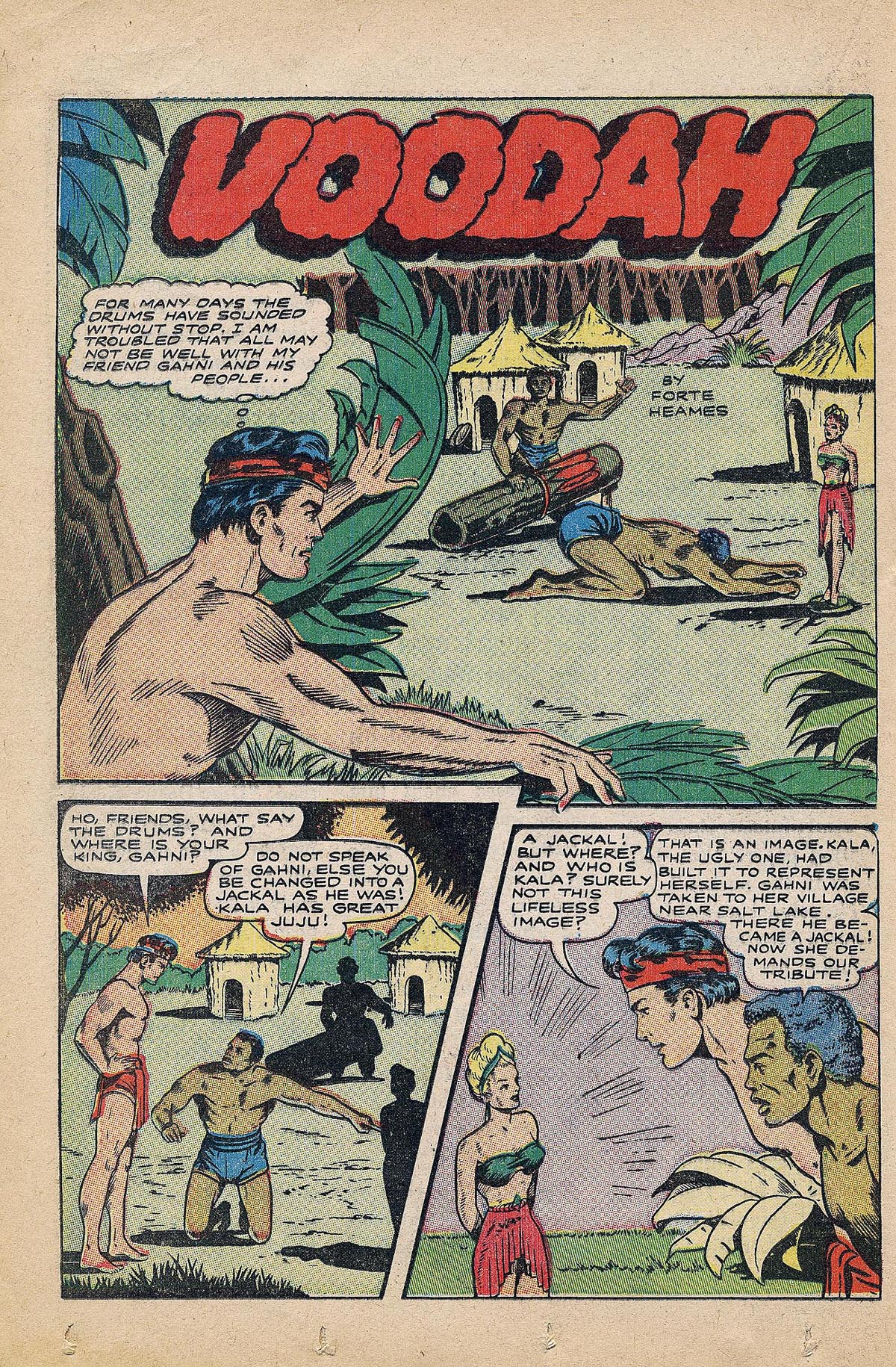
Crown Comics n. 6 (1946)

### Tarzanidi indiani

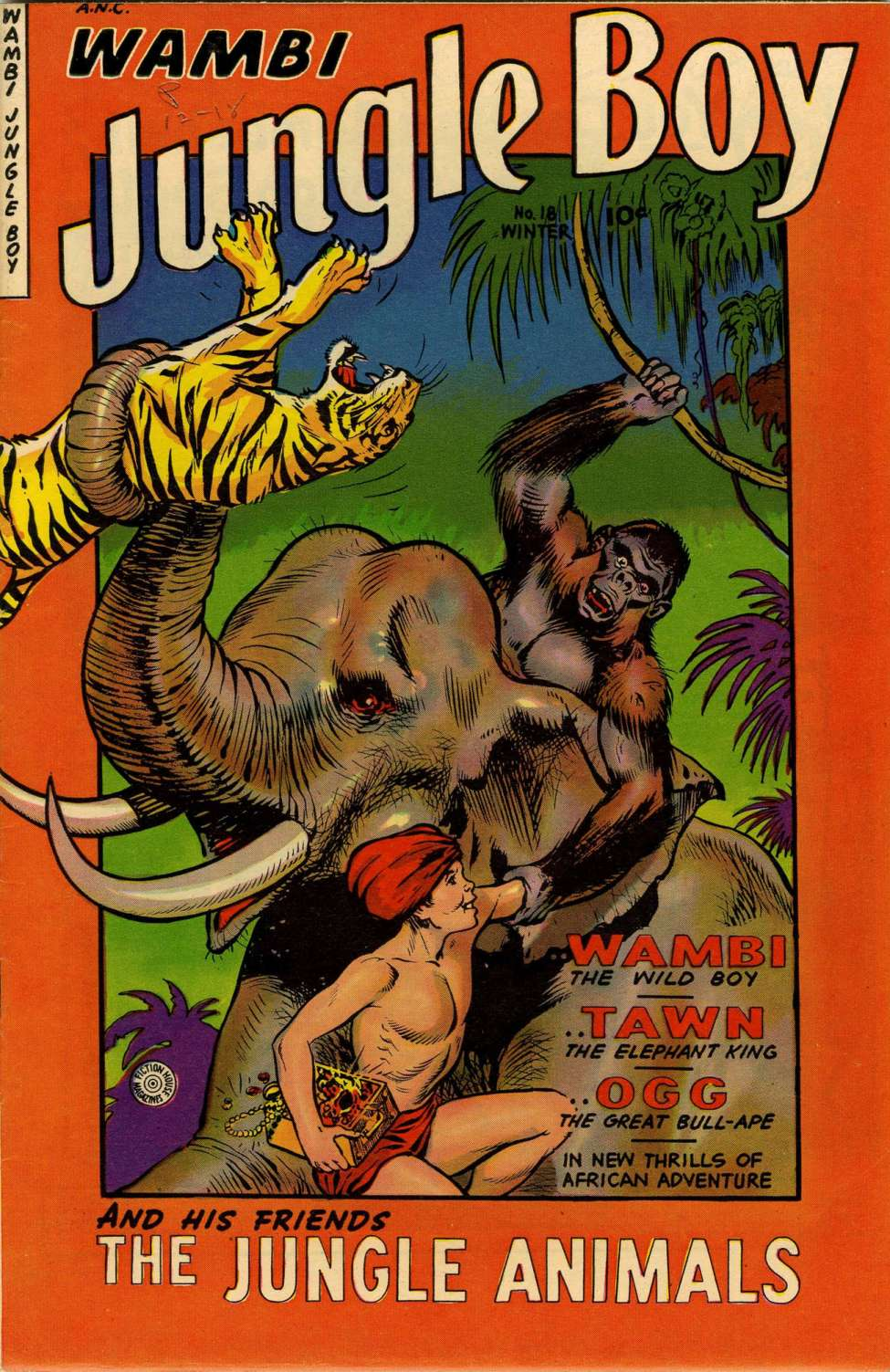
Wambi, Jungle Boy n.18 (1952)

Fiction House ha pubblicato alcuni tarzanidi indiani: Wambi vive in una giungla che sembra mescolare elementi delle giungle africane e indiane. Altri eroi indiani dell'editore erano la principessa Taj, creata da un autore anonimo che appare solo in una storia pubblicata in Jungle Comics n. 57 (1944). e Jan of the Jungle, un personaggio co-creato da Enrico Bagnoli che ha debuttato in Rangers Comics n. 42 (agosto 1948). In Buster Brown Comics n. 11 (1948) fu introdotto il personaggio Ghanga, ma in seguito scritto come Gunga. L'attore indiano-americano Sabu Dastagir ha interpretato due personaggi creati da Rudyard Kipling: Toomai ne La danza degli elefanti (Elephant Boy, 1937) e Mowgli ne Il libro della giungla (Jungle Book, 1942); al primo si ispirano il personaggio dei fumetti Sabu, Elephant Boy, pubblicato su Red Circle Comics n. 4 (aprile 1945) e una rivista intitolata Sabu, Elephant Boy, in due numeri, con storie illustrate da Wally Wood e pubblicata da Fox Feature Syndicate.

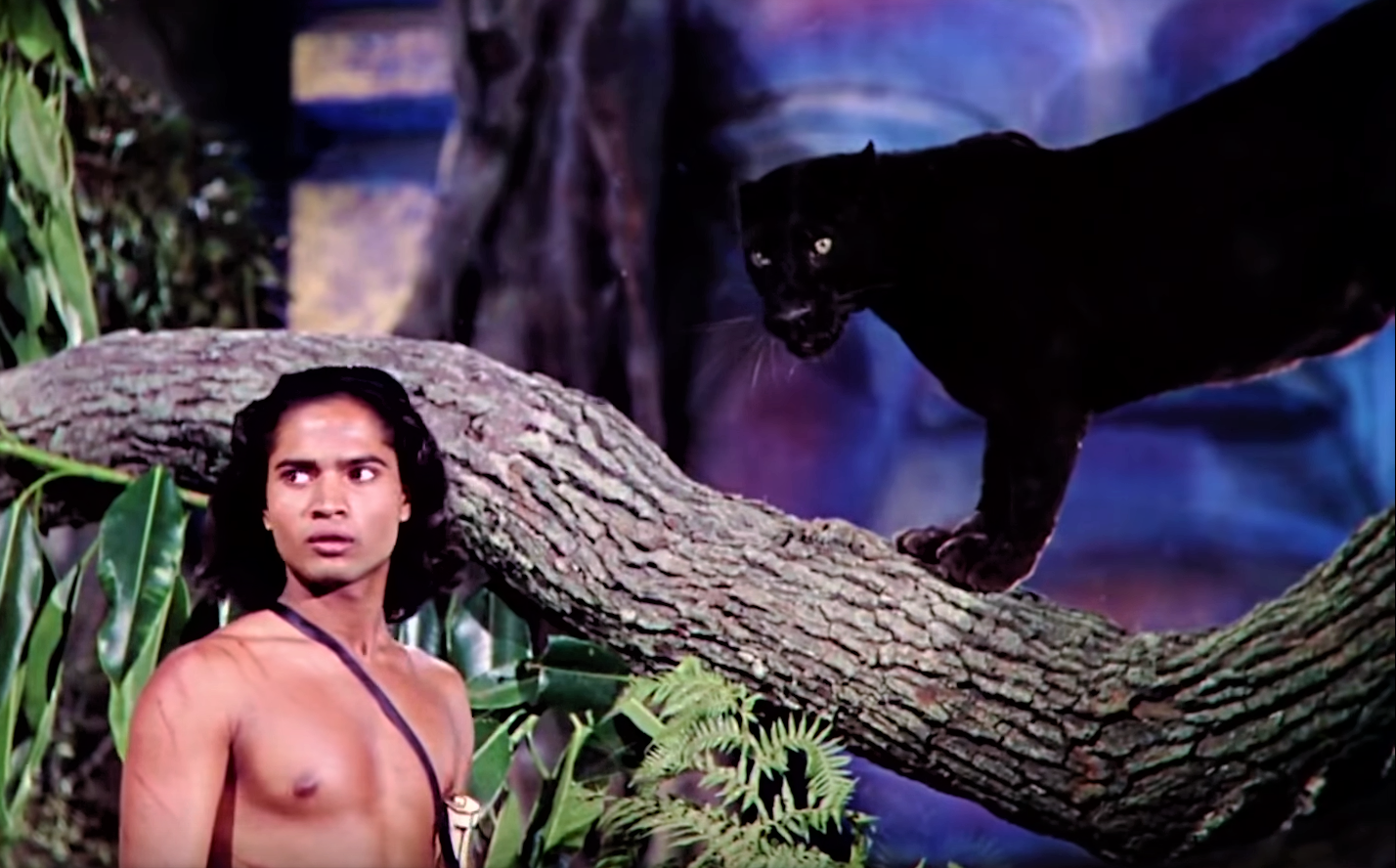
Sabu Dastagir in The Jungle Book (1942)
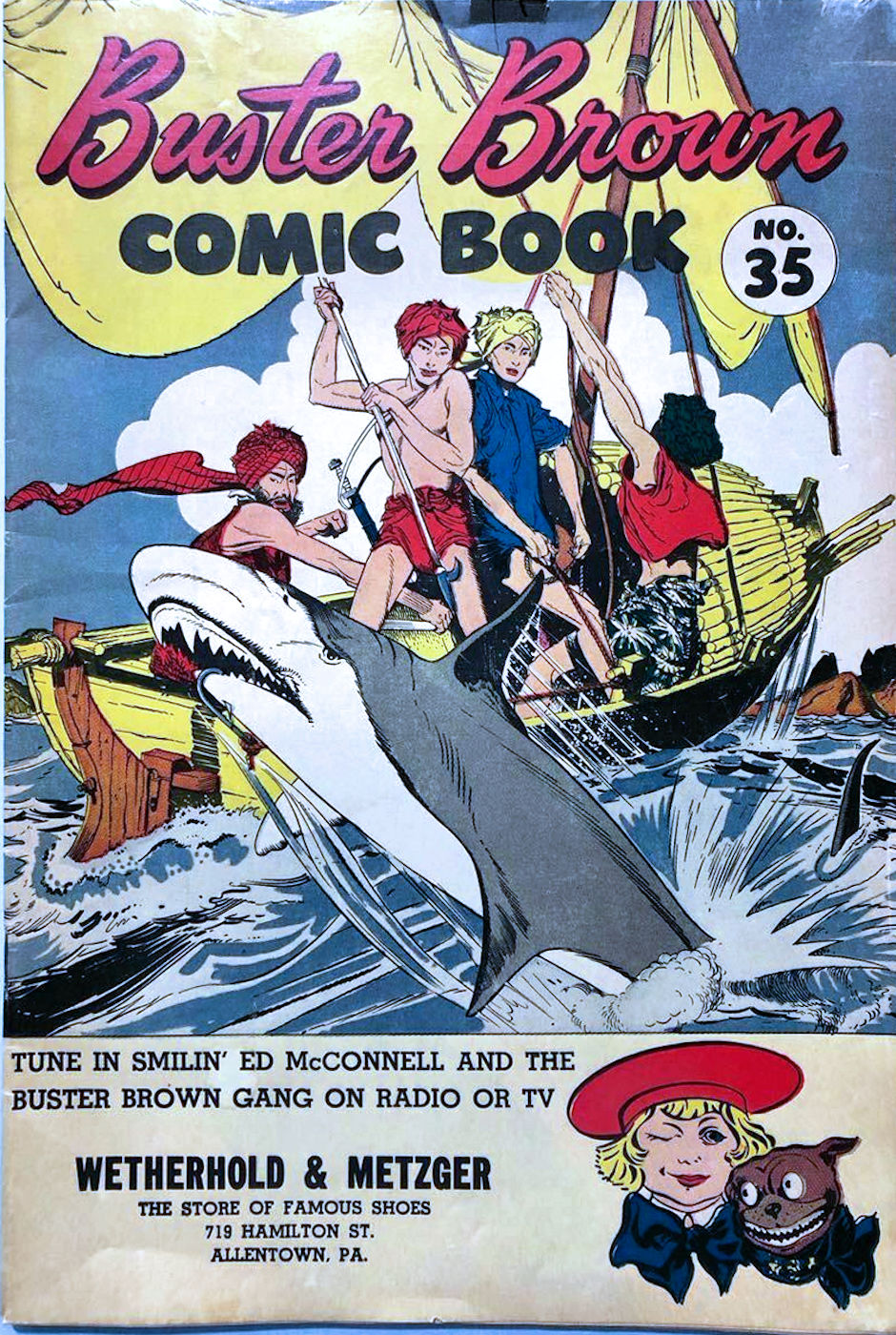
Ghanga/Gunga in Buster Brown Comic Book n. 35 (1954)

### Anni cinquanta

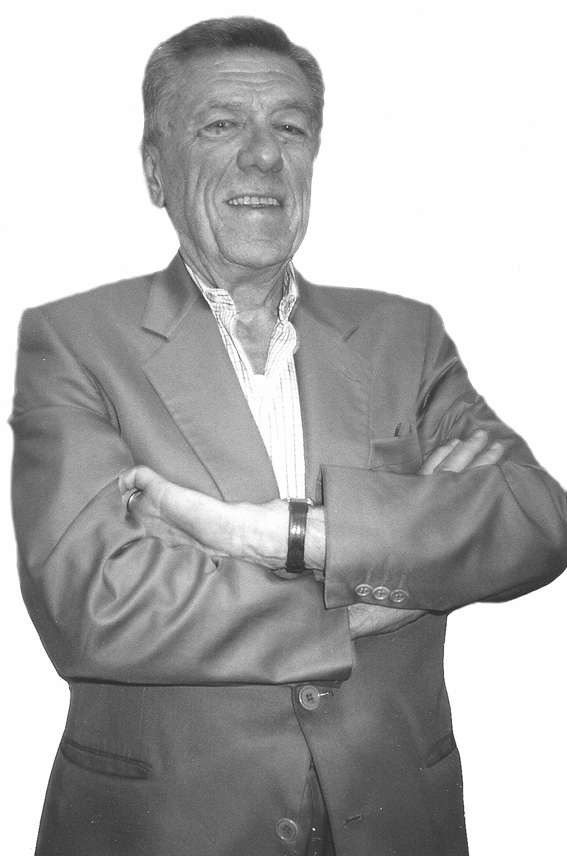
Roberto Renzi, co-ideatore di Akim

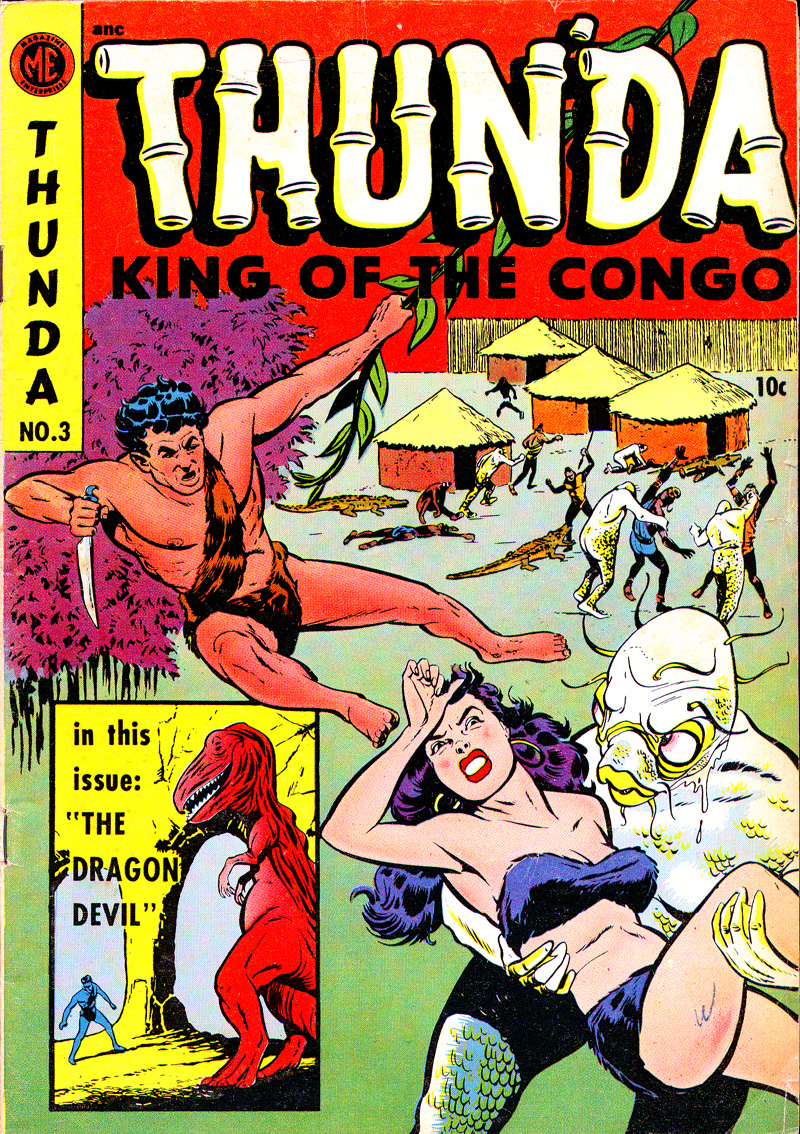
Copertina di Thun'da, King of Congo n. 3 (1952). Illustrazione di Bob Powell.

Nel 1950 apparve Akim nell'italiano Albo Gioiello, un albo pubblicato nel formato a striscia fino al 1967 e che poi passò al classico formato bonellide. Ideato dallo sceneggiatore Roberto Renzi e dal disegnatore Augusto Pedrazza, Akim non vive solo avventure nella giungla, combattendo criminali anche comuni nel cosiddetto "mondo civile" dove indossa abiti normali in uso nelle grandi metropoli. Il personaggio è stato pubblicato in Italia e Francia, con alcune interruzioni, per oltre 40 anni, fino al 1991.
Oltre a un inedito antropomorfismo delle varie specie che si incontrano nelle storie (gli animali parlano e ragionano), la serie è fortemente caratterizzata dalla sensibilità ecologica, con frequenti richiami a un rapporto più equilibrato con la natura. Accanto alle consuete avventure tra le tribù della giungla compaiono anche temi fantascientifici e fantastici.
Proprio nell'edizione italiana di Akim Gianni Bono ha curato per molti anni una rubrica regolare, I Tarzanidi, facendo la puntuale rassegna di tutti i personaggi dei fumetti ispirati all'uomo scimmia.
Ancora in Italia, due emule di Pantera Bionda furono Tigre Bianca (1950, 12 numeri), striscia scritta da Gianni De Simoni e disegnata da Ferdinando Corbella, e Naja Regina della Jungla (1951, 8 albi), su testi di Gian Giacomo Dalmasso (lo stesso ideatore di Pantera Bionda) e disegni di Enzo Chiomenti. Tarzanetto di Antonio Terenghi è invece una parodia di Tarzan. Il personaggio, un giovane calvo con sigaro e bombetta, fece il suo esordio nel 1954 diventando il personaggio più popolare della rivista, che dal 1959 prese il suo nome; venne pubblicato fino al 1961, per essere ripreso, seppure in modo discontinuo, dal 1974 fino al 1980.
Nel 1952 Frank Frazetta ideò Thun'da, King of Congo per la Magazine Enterprises; il personaggio ebbe un serial, King of the Congo dello stesso anno, con protagonista Buster Crabbe (attore che aveva interpretato Tarzan nel serial Tarzan l'indomabile del 1933). Thun'da (il cui vero nome è Robert Drum) è un aviatore dell'US Air Force che si perde nel Congo; nel fumetto Drum affronta dinosauri, creature preistoriche (elementi che esistevano anche nelle storie di Tarzan, più precisamente nei mondi perduti di Pal-ul-don e di Pellucidar, un altro romanzo della serie omonima ideata da Edgar Rice Burroughs), ma a causa del budget limitato questi elementi non erano presenti nel film. Negli anni sessanta Frazetta illustrò le copertine delle versioni tascabili dei racconti di Tarzan pubblicati da Ace Books.
Nel 1953 Joe Kubert lanciò Tor; la differenza tra Tor e Tarzan è che le storie di Tor erano ambientate nella preistoria (più precisamente un milione di anni prima di Cristo, il corrispondente del periodo Quaternario, noto ai paleontologi per la grande evoluzione del genere Homo che ha portato all'Homo sapiens; tuttavia l'autore usò anche la "licenza poetica" di includere dinosauri nelle storie di Tor). Anni più tardi lo stesso Kubert disegnò anche fumetti di Tarzan.
Nello stesso anno la Atlas Comics (nome usato dalla Marvel durante gli anni cinquanta) lancia la rivista Lorna the Jungle Queen, con protagonista una bionda ragazza della giungla; dopo cinque edizioni la rivista cambiò nome in Lorna the Jungle Girl (Lorna ragazza della giungla). Tra il 1954 e il 1955 pubblicò due riviste che avevano come scenario la giungla: Jungle Action e Jungle Tales. Su Jungle Action venivano pubblicati due personaggi tipicamente ispirati a Tarzan: Lo-Zar (il nome del personaggio venne cambiato in Tharn cambiando il colore dei capelli dal biondo al rosso quando fu ripubblicato negli anni settanta per non essere confuso con Ka-Zar) ragazzo della giungla e una ragazza della giungla, Jann of the Jungle apparsa anche in Jungle Action n.1; a partire dal numero 8 la rivista venne ribattezzata Jann of the Jungle (pratica comune nei fumetti americani) e durò 9 numeri; in Jungle Tales n. 1 fu pubblicata la storia di Waku, Prince of Bantu, un nuovo tentativo di un eroe nero ambientato nelle selve africane; ideata da autori sconosciuti, la storia mostrava un principe africano. Il personaggio anticipava alcuni elementi che sarebbero stati presenti in Pantera Nera (un altro personaggio della Marvel, supereroe ideato da Stan Lee e Jack Kirby in Fantastic Four n. 52 del 1966). Nel 1972, ora come Marvel Comics, l'editrice lanciò una nuova rivista chiamata Jungle Action, i cui primi quattro numeri ripubblicavano storie già edite nella rivista originale (Tharn e Jann) e alcune storie di Lorna; dal quinto numero pubblicato nel 1973 iniziarono a comparire storie di Pantera Nera.
Nel 1954 lo psichiatra statunitense Fredric Wertham pubblicò il libro Seduction of the Innocent, che teorizzava gli effetti dannosi dei mass media, e dei fumetti in particolare, sullo sviluppo dei giovani in relazione alla crescita della delinquenza minorile, scagliandosi - oltre che contro i fumetti gialli e horror - anche contro le figure femminili disegnate troppo poco vestite, proprio come le jungle girls, che traevano non poco del loro fascino dall'esibizione di un fisico da pin-up. Sulla spinta di queste teorie neo-puritane, che avevano presa nell'opinione pubblica, nacque nello stesso anno la Comics Code Authority, l'organo di censura degli editori di fumetti statunitensi. Di fatto ciò escluse dalle vignette la rappresentazione della maggior parte delle relazioni adulte e relegò il fumetto ai soli bambini o ragazzi. Il clima censorio, assieme alla crisi del settore, provocò la chiusura di molte editrici e testate, decretando la fine del regno delle jungle girls. Una delle vittime eccellenti fu Sheena. Il Comics Code dominò per anni, durante i quali i più importanti editori USA pubblicarono solo storie approvate. Solo alla fine degli anni sessanta sarebbero iniziati a uscire i primi fumetti "underground", con soggetti e temi al di fuori delle norme stabilite.
Nel 1955 uscì il film giapponese Buruuba, incursione del Sol Levante sul filone tarzanide al cinema.

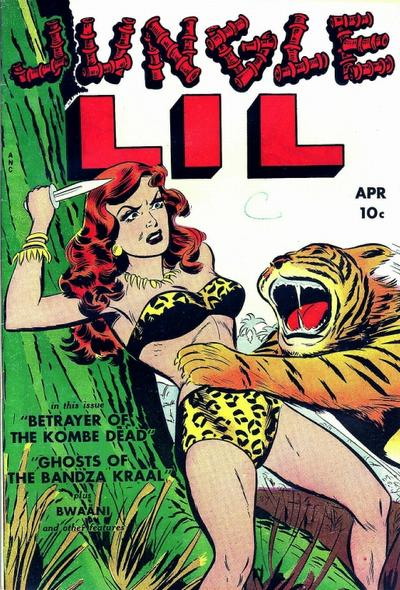
Copertina di Jungle Lil n.1, Fox Features Syndicate, 1950
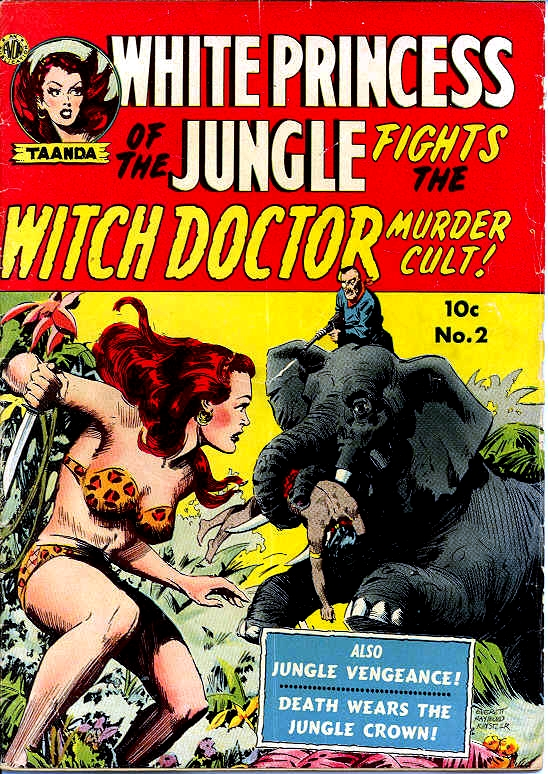
Copertina di White Princess of the Jungle n.2, 1951
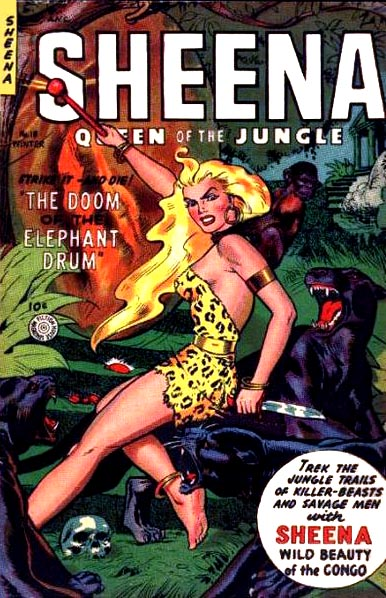
Copertina di Sheena, Queen of the Jungle n.18 (inverno 1952-53), illustrazione di Maurice Whitman

### Anni sessanta

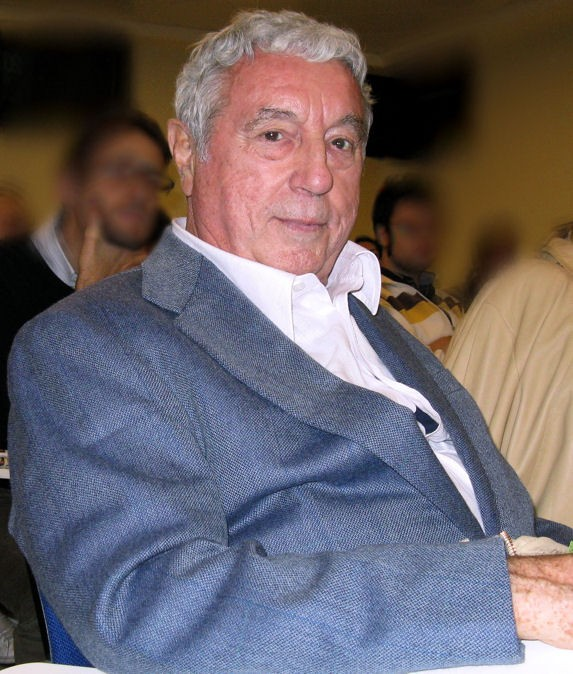
Il "papà" di Zagor, Sergio Bonelli (1932-2011) alias Guido Nolitta

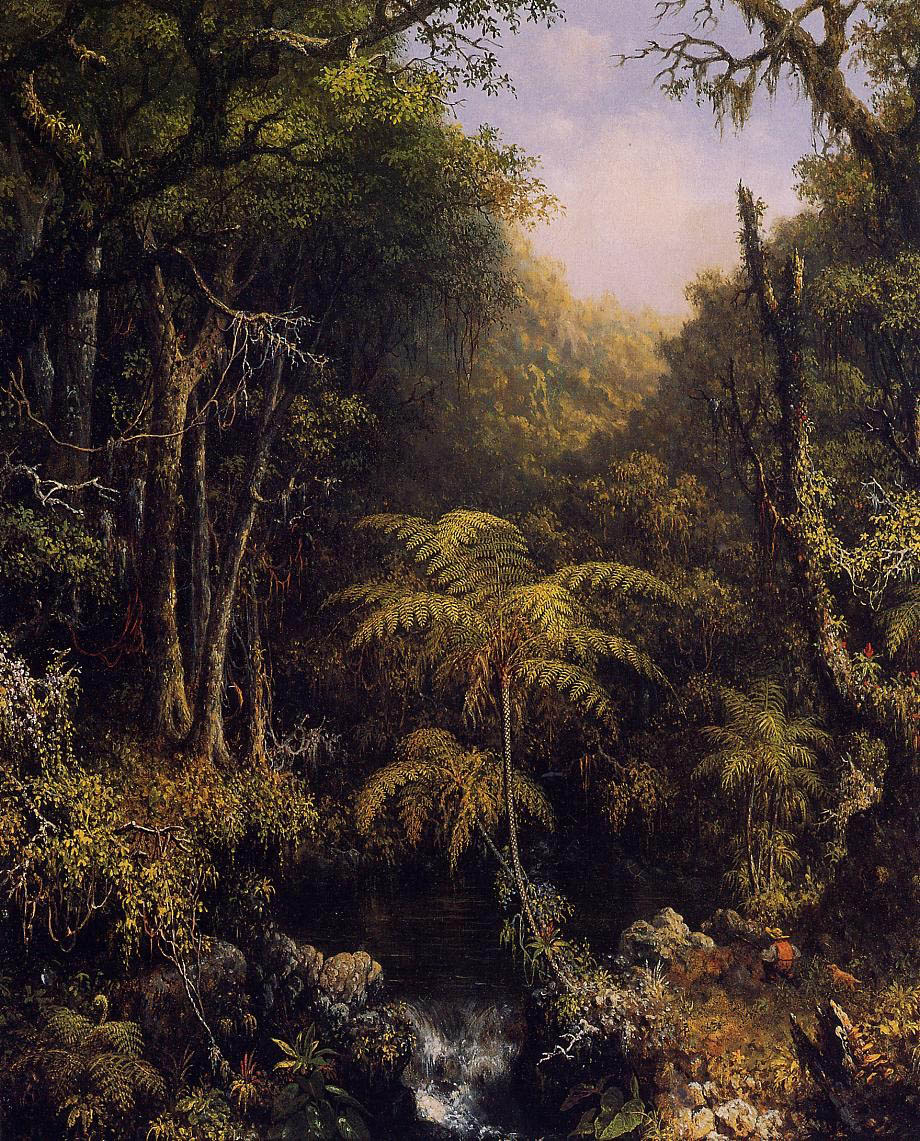
Le foreste brasiliane sono servite anche come scenario per le avventure di tarzanidi.

Il 1961 vede la nascita di uno dei più originali e celebri tarzanidi italiani, Zagor, ideato da Sergio Bonelli (con lo pseudonimo di Guido Nolitta) e dalle matite di Gallieno Ferri, tuttora edito dopo oltre 60 anni, il che lo rende il fumetto più longevo di questo filone, anche se Zagor non è semplicemente un clone di Tarzan. Il fumetto si caratterizza infatti per la commistione di generi, dal western al fantasy alla fantascienza, con una notevole varietà degli spunti, dei temi, dei personaggi e delle situazioni. Creduto un essere soprannaturale dagli indiani, che lo chiamano "Spirito con la Scure", Zagor abita con l'amico Cico nel cuore dell'immaginaria foresta di Darkwood da qualche parte nel selvaggio West degli Stati Uniti del XIX secolo, in una capanna difesa da sabbie mobili e paludi. Strenuo difensore della foresta e dei nativi americani, le sue armi sono la pistola e una scure indiana fatta con una pietra arrotondata.
Kiwi, il figlio della giungla è un personaggio ideato graficamente da Hugo Pratt nel 1963 con testi di Giancarlo Ottani, per la rivista Radar. Kiwi è un ragazzo dalla pelle bianca, abbandonato da piccolo ai margini della giungla. Dopo avere disegnato le prime sei tavole, Pratt lasciò il personaggio a Stelio Fenzo, che lo continuò, su testi della moglie Loredana D'Este, con nuovi episodi per l'editore Angelo Fasani, poi Florenzo Ivaldi. Nel 1964 il personaggio sbarcò in Francia. Fenzo fu in seguito autore di alcuni personaggi "della giungla" apprezzati dal pubblico: la sexy eroina Jungla (1968), l'avventuroso-ecologico Koko (1976) e il piccolo Simba (1978).
A metà degli anni sessanta, sulla scia del successo del genere, altri editori brasiliani crearono i loro tarzanidi, uno dei quali era Targo di Editora Outubro (in seguito ribattezzato Taika); Targo è un orfano sopravvissuto a un incidente aereo nella foresta amazzonica (più propriamente sul confine dello Stato di Amazonas con il Perù, ma vi erano anche storie ambientate nel Planalto Central) e cresciuto dagli indios apocajés. Il personaggio ha avuto storie prodotte da artisti come Helena Fonseca, Jaime Cortez, Gedeone Malagola, Nico Rosso e Rodolfo Zalla. Assieme a Tarzan e Thun'da, Targo talvolta convive con creature preistoriche ritenute estinte. L'idea di un'Amazzonia abitata da creature preistoriche era stata ritratta nel romanzo Il mondo perduto di Arthur Conan Doyle, pubblicato nel 1912. Come Tarzan, Targo ha anche un proprio nucleo familiare, composto dalla moglie Arima, dal fratello Aurici e da un giaguaro. Sotto la guida di Jaime Cortez, il personaggio fu la creazione congiunta di editori e fumettisti delle edizioni Outubro; toccò a Gedeone Malagola battezzare l'eroe; Malagola disse che il nome l'aveva preso da quello di un amico poliziotto dal cognome "Targa", che egli per scherzo confrontava con Tarzan delle scimmie. Per coincidenza, Targa era anche il nome usato da un tarzanide francese pubblicato negli anni quaranta. Lo stesso Gedeone Malagola aveva ideato anche un altro personaggio ispirato a Tarzan, Tambu. e realizzato nuove storie di Tor da Joe Kubert perUn Gráfica Novo Mundo.  altro esempio era Tarun di Paulo I. Fukue, pubblicato dalla rivista Magia Verde di EDREL. Come Thun'da, Tarun a sua volta non rientrava negli archetipi del bambino selvaggio/buon selvaggio: il personaggio è un uomo che cerca di tornare alla civiltà; come Targo, Tarun vive avventure in una regione isolata del Rio delle Amazzoni, una "regione fantastica". Per l'editore di origine messicana Editormex, il fumettista Edmundo Rodrigues disegnò una storia di Antar (quasi un anagramma di Tarzan); Antar era una rivista di fotoromanzi di film di Tarzan, Jim della giungla e altri.
Nel 1963 giunse il francese Zembla, ideato da Marcel Navarro (disegni) e Phil Anderson (alias Cesare Solini, testi) per fare concorrenza ad Akim. Apparso sulla rivista Spécial Kiwi, Zembla arrivò ad avere storie disegnate dal co-creatore di Akim, Augusto Pedrazza. Le storie di Zembla erano più vicine a parodie. Cresciuto dai leoni, con indosso una striscia di pelle di leopardo, Zembla ha come alleati un leone, un gatto selvatico, un canguro, un pigmeo e un mago (chiaramente ispirato al Mandrake di Lee Falk). Il personaggio fu pubblicato fino al 1994, in Francia. Tanto Akim quanto Zembla furono pubblicati in formato digest. Un'altra creazione francese fu Yataca (rivista in piccolo formato dell'editore Aventures & Voyages che ha avuto 254 numeri dal 1968 al 1989), nato nella foresta amazzonica, eroe che da ragazzo vive avventure in Amazzonia per venti numeri, dopodiché, inesplicabilmente, le sue storie da adulto passano alla terra d'Africa come scenario.

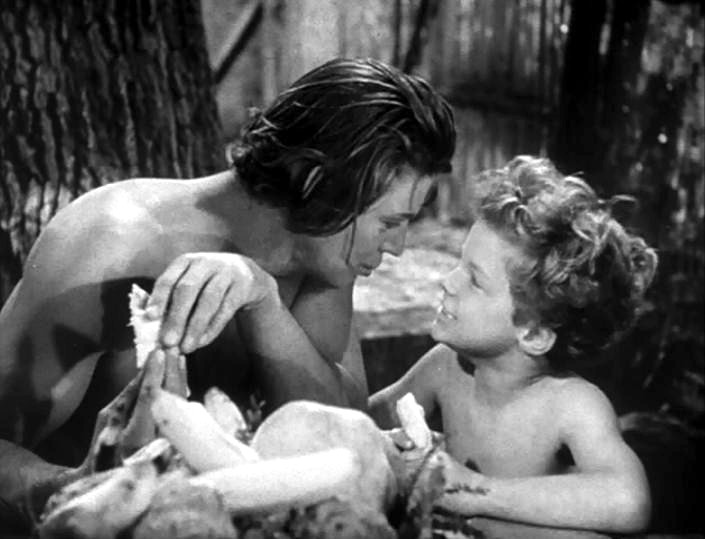
Johnny Weissmuller e Johnny Sheffield nel film Il figlio di Tarzan (1939)

Korak, il figlio di Tarzan (che era stato introdotto da Burroughs in un romanzo della serie fin dal 1917), vede finalmente nel 1964 la sua personale versione a fumetti ad opera di Russ Manning; il personaggio viene ripreso poi da altri autori, tra i quali Tony Sgrol, Dan Spiegle e Anderson.
Tra il 1967 e il 1968 la DC Comics pubblicò la rivista Bomba, the Jungle Boy. Bomba apparve in una serie di venti romanzi iniziata nel 1926 e terminata nel 1938; come Tarzan, anche Bomba fu adattato per il cinema tra il 1949 e il 1955; le sue storie erano ambientate nelle giungle dell'America meridionale. Bomba fu interpretato da Johnny Sheffield, l'attore che aveva avuto il ruolo di Boy, il figlio adottivo di Tarzan e Jane nel film Il figlio di Tarzan del 1939. Le storie di Bomba sarebbero state ristampate dalla casa editrice nel 1970 su riviste con protagonista Tarzan, prodotto da Joe Kubert; per non violare il diritto d'autore, il personaggio fu ribattezzato Simba.

### Ka-Zar e Shanna

Posizione della Terra Selvaggia nell'Universo Marvel.

Una nuova versione di Ka-Zar venne realizzata nel 1965 da Stan Lee e Jack Kirby, ispirato a Tarzan e Tor di Joe Kubert. Il nuovo Ka-Zar appare come personaggio minore della rivista The X-Men, il Congo belga sostituito da una fittizia Terra Selvaggia (una zona tropicale curiosamente localizzata nel Circolo polare antartico, abitata anche da creature preistoriche apparentemente estinte, proprio come Pellucidar, la terra cava ideata da Burroughs), dal leone Zar e dalla tigre dai denti a sciabola Zabu. Il vecchio alter ego di Ka-Zar, David Rand, viene sostituito da lord Kevin Plunder. Ka-Zar è stato il derivato di Tarzan di maggiore successo del fumetto americano: ha avuto quattro serie regolari proprie (l'ultima dal 1997 al 1998), miniserie e romanzi a fumetti, venendo anche tradotto in varie lingue (tra le quali l'italiano).
Nel 1972 la Marvel lanciò un'altra ragazza della giungla ispirata a Sheena, Shanna (testi di Carole Seuling e disegni di George Tuska), con una rivista propria, Shanna the She-Devil ("Shanna la diavolessa"), durata però solo cinque uscite, per continuare a essere pubblicata sulle riviste di Ka-Zar (personaggio che in seguito l'eroina sposerà), Daredevil e Hulk. Shanna ha eccellenti doti atletiche e destreggia quasi tutti i tipi di arma; in aggiunta, dopo essere stata resuscitata nella Terra Selvaggia, ha acquisito una forza e una velocità sovrumane, degne di un supereroe.
Anche la AC Comics (all'epoca Paragon Publications) aggiunge nel 1974 alla propria scuderia di eroi una jungle girl, Tara (chiamata inizialmente Tara la ragazza della giungla), che in seguito si unisce al gruppo femminile delle Femforce (nato nel 1985), aggiungendo dal 1991 alla sua originaria capacità di comunicare con gli animali un superpotere, quello di cambiare la propria taglia (da cui il suo nuovo soprannome di Too Tall Tara, "Tara molto alta").

### Il fumetto erotico e gli anni settanta
Alla fine degli anni sessanta e durante gli anni settanta il filone dei tarzanidi si incrocia spesso con quello del fumetto erotico o "fumetto per adulti", specie in Italia, dove aveva fatto il suo esordio Pantera Bionda nel 1948. Uno dei pocket erotici degli anni sessanta editi dalla ErreGi di Renzo Barbieri e Giorgio Cavedon, Jungla, pur somigliando a molte altre regine della giungla, era ancora meno vestita e le sue performance non si limitavano alla lotta, anche se il personaggio ebbe la sua parte di combattimenti, prendendo parte in un'occasione a una rivoluzione. Jungla fu pubblicata dal 1968 al 1971 (per un totale di 58 numeri, più un supplemento) su testi di Paolo Trivellato e Loredana D'Este, per i disegni di Stelio Fenzo, con copertine di Mario Cubbino, Leandro Biffi e Carlo Jacono. Fu rapidamente tradotta in tedesco, francese e turco.
Altro fumetto per adulti italiano è Karzan (ristampato anche come Tanzar, Scimmy e Macho Mandrillo), dal 1975 al 1978, con testi di Renzo Barbieri e disegni Mario Cubbino, Corrado Roi e Manlio Truscia, pubblicato in formato pocket dalla Edifumetto di Renzo Barbieri (che faceva uscire in quegli anni anche il fumetto per ragazzi Zan della jungla del 1974). Karzan, allevato dagli animali, è un macho assai ingenuo, bisessuale e dalle inclinazioni tanto promiscue che - come recitava uno slogan del fumetto - «Nella foresta vergine, di vergine non c'è più niente quando passa lui!»
Non mancano comunque nello stesso decennio personaggi tarzanidi più tradizionali rivolti a un pubblico di ragazzi. Il già citato Zan della jungla, ideato da Roberto Renzi, padre del più longevo e famoso Akim, con tavole ipercinetiche e moderne disegnate da Bruno Marraffa, viene pubblicato tra il 1974 e il 1977 prima da Edifumetto e poi, in formato bonellide, da GEIS. Zan eredita dal suo predecessore Akim le scimmie caricaturali che sono compagne e parentesi umoristica delle storie.
Simba (1978) di Stelio Fenzo (ancora su testi di Loredana D'Este) vive le sue avventure nella giungla africana dei primo del Novecento tra le pagine della rivista per ragazzi Il Giornalino delle Edizioni Paoline.
Nel corso degli anni settanta il filone dei tarzanidi continuò, comunque, il proprio declino iniziato negli anni cinquanta, tanto che alle soglie degli anni ottanta si poteva dire concluso, benché proseguisse la pubblicazione di pochi celebri personaggi.

### I tarzanidi nel mondo contemporaneo

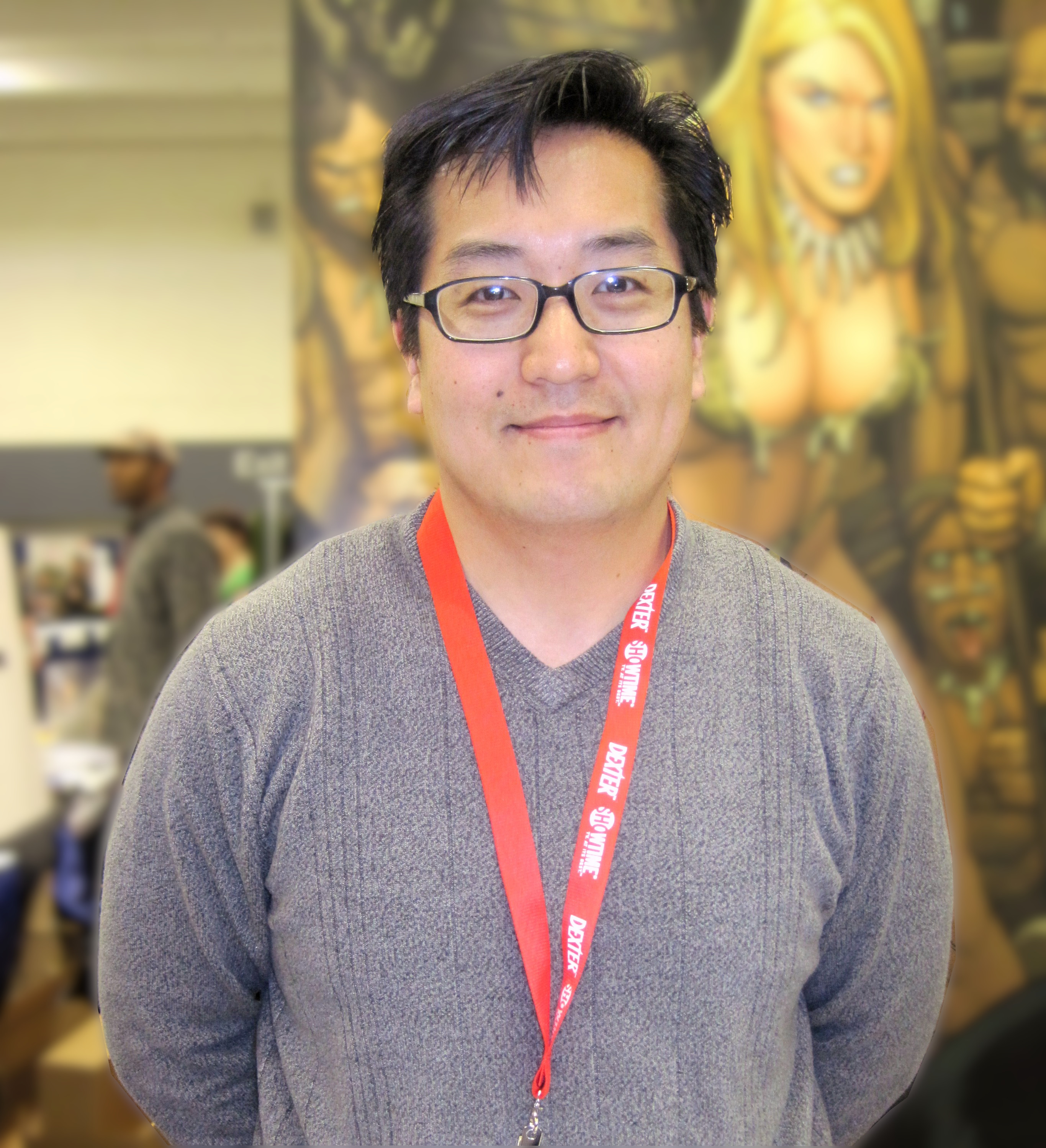
Il fumettista Frank Cho con la sua "Jungle Girl" nello sfondo.

Con il trascorrere del tempo, molti dei tarzanidi ideati per il mercato statunitense entrarono nel pubblico dominio nel Paese: ciò deriva dal fatto che, con l'attuazione del Comics Code a metà degli anni cinquanta, molti editori chiusero i battenti e non rinnovarono i diritti dei loro personaggi, come invece hanno fatto gli eredi di Edgar Rice Burroughs e aziende come la Walt Disney Company.
Tarzan è entrato a sua volta nel pubblico dominio nel 2001, non prima che alcuni autori lo utilizzassero nelle loro storie: tra la metà degli anni novanta e l'inizio dei duemila, il personaggio ha partecipato a dei crossover ufficiali pubblicati con personaggi come Batman, Superman e Predator. Nel 1999 lo sceneggiatore di fumetti Warren Ellis e il disegnatore John Cassaday hanno ideato vari personaggi ispirati ai pulp per la serie Planetary; Kevin Sack, o Lord Blackstock (un'allusione al titolo di Lord Greystoke, che Tarzan ha ereditato dal padre) è chiaramente ispirato a Tarzan; nel 2000 Alan Moore ha usato una versione di Tarzan nel suo La Lega degli Straordinari Gentlemen (The League of Extraordinary Gentlemen), senza tuttavia rivelare il nome del personaggio nella serie.
Cavewoman è un raro di caso di nuovo personaggio della giungla a fumetti. Ideata da Budd Root (testi e disegni) e pubblicata a partire dal 1993 (prima da Basement Comics e in aggiunta da Caliber Comics e Avatar Press), la protagonista è una ragazza americana dalle forme prorompenti, Meriem Cooper, trasportata nella preistoria per un incidente con una macchina del tempo. Provvista di doti fisiche sovrumane per superare il balzo temporale, si tramuta in una "dea della giungla" capace di combattere contro i dinosauri con addosso solo uno striminzito bikini di serpente.
Shanna ha avuto nel 2005 una miniserie prodotta dal fumettista Frank Cho, che ha anche ideato la propria ragazza della giungla, Jana, in una miniserie pubblicata da Dynamite Entertainment (nota per pubblicare numerosi progetti con personaggi di pubblico dominio). In questa sua nuova versione, Shanna the She-Devil è frutto di un esperimento genetico, che le conferisce velocità e agilità sovrumane; la serie era originariamente intesa per un pubblico adulto, sotto l'etichetta MAX Comics della Marvel. Nel 2006 la Marvel Comics ha riconosciuto l'originale Ka-Zar come parte dell'Universo Marvel nella sesta edizione di All-New Official Handbook of the Marvel Universe A to Z, la guida ufficiale dell'editrice, benché il personaggio non appaia in nessuna nuova storia (come accaduto, ad esempio, con la Torcia Umana originale).

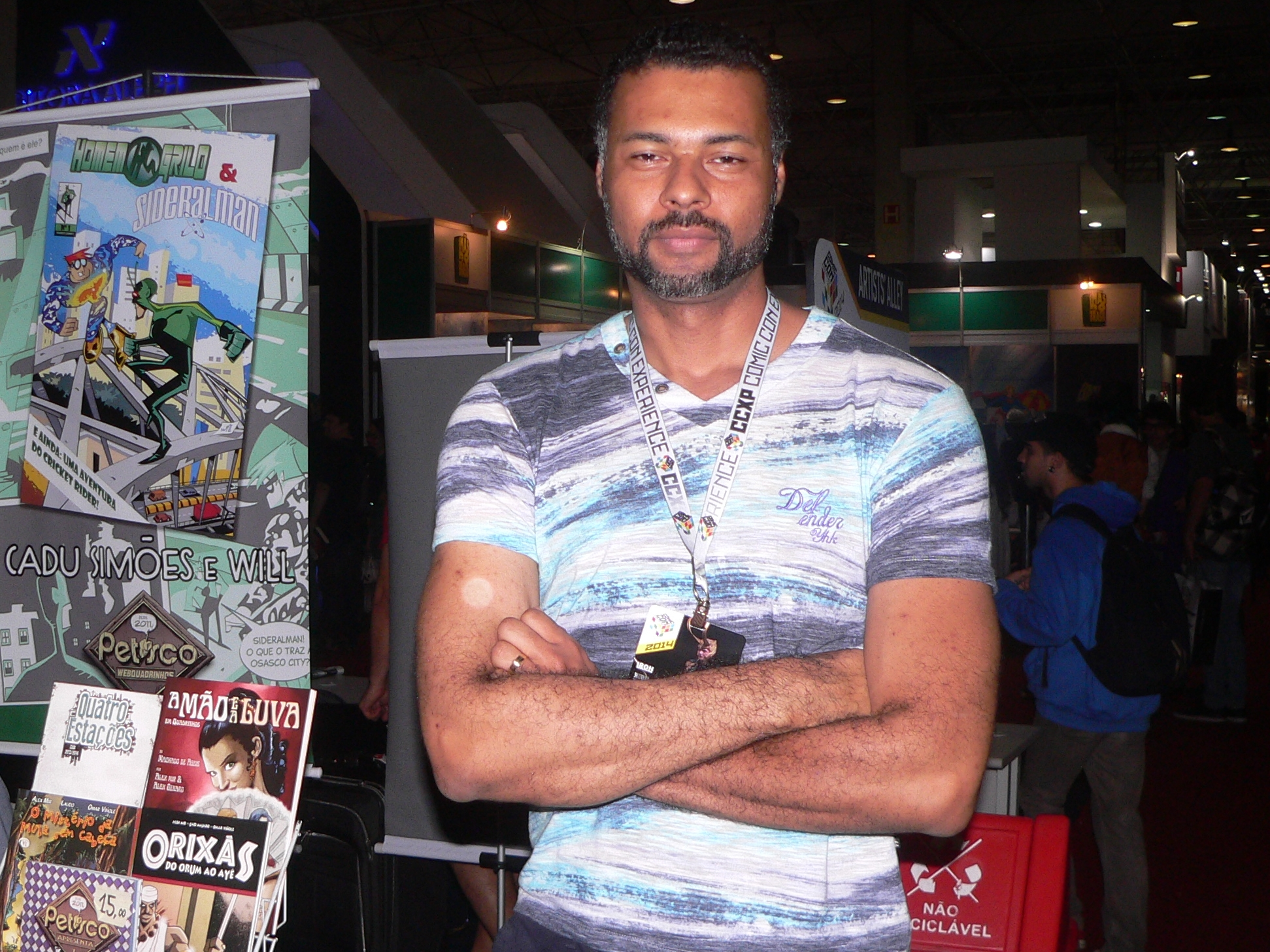
Lo scrittore brasiliano Alex Mir, creatore di Valkíria.

Nel 2008, lo scrittore Alex Mir e l'illustratore Alex Genaro hanno lanciato la serie Valkíria, la serie mostra il personaggio del titolo in un Brasile post-apocalittico dove creature preistoriche tornarono a vivere sulla Terra.
Sheena, regina della giungla, ha avuto nel 2007 una miniserie in cinque edizioni pubblicate da Devil's Due Digital, sceneggiata da Steven E. de Souza (sceneggiatore cinematografico più noto per il film Die Hard - Duri a morire con Bruce Willis), disegni di Matt Merhoff e copertine illustrate da Joe Jusko, Nicola Scott, Khary Randolph e Tim Seeley. All'inizio del 2010 Devil's Due Digital ha iniziato la distribuzione di materiale digitalizzato di Sheena. Il personaggio ha inoltre ispirato una serie televisiva omonima trasmessa dal 2000 al 2002, dopo una serie televisiva negli anni cinquanta e il film nel 1984 Sheena, regina della giungla.
Nel 2009 Luiz Gê e Ivan Jaf hanno adattato il romanzo O Guarani del 1857 di José de Alencar in un albo pubblicato da Editora Ática; gli autori si sono ispirati a Tarzan per l'eroe della storia, l'indio goitacá Peri. 
Peri e Ceci nel 2012 sono entrati nella fantascienza con il racconto lungo The Last of The Guaranys di Carlos Orsi Martinho e Octavio Aragão (pubblicato nell'antologia The Worlds of Philip José Farmer: Portraits of a Trickster) in cui viene rivelato che Peri è in realtà John Gribardsun, nome usato da Tarzan nel racconto L'ultimo dono del tempo di Philip José Farmer, dove Tarzan diventa un viaggiatore tempo. Durante un altro viaggio nel tempo, Tarzan aveva assunto l'identità di altre figure attraverso il tempo come Ercole e Quetzalcoatl. L'anno successivo la storia è stata ripubblicata nell'antologia Tales of the Wold Newton Universe di Titan Books.
La Dynamite Entertainment ha lanciato nel 2011 la rivista Lord of the Jungle; anche se è di pubblico dominio, il nome di Tarzan non può essere utilizzato nei titoli senza autorizzazione. Entrando nel vivo, l'editore annunciò che avrebbe pubblicato una nuova serie di Thun'da, nella prima edizione: l'editore ha scelto di ripubblicare il personaggio originale ideato da Frank Frazetta con nuove storie prodotte da Robert Luogo Napton (testi), Cliff Richards (disegni) e copertine di Jae Lee.
Un altro personaggio storico, Akim figlio della jungla, è stato ripubblicato nel 2011-2012 con un albo a colori.